# Lijst van personen overleden in 1980
Dit is een lijst van personen die zijn overleden in 1980.

## Januari

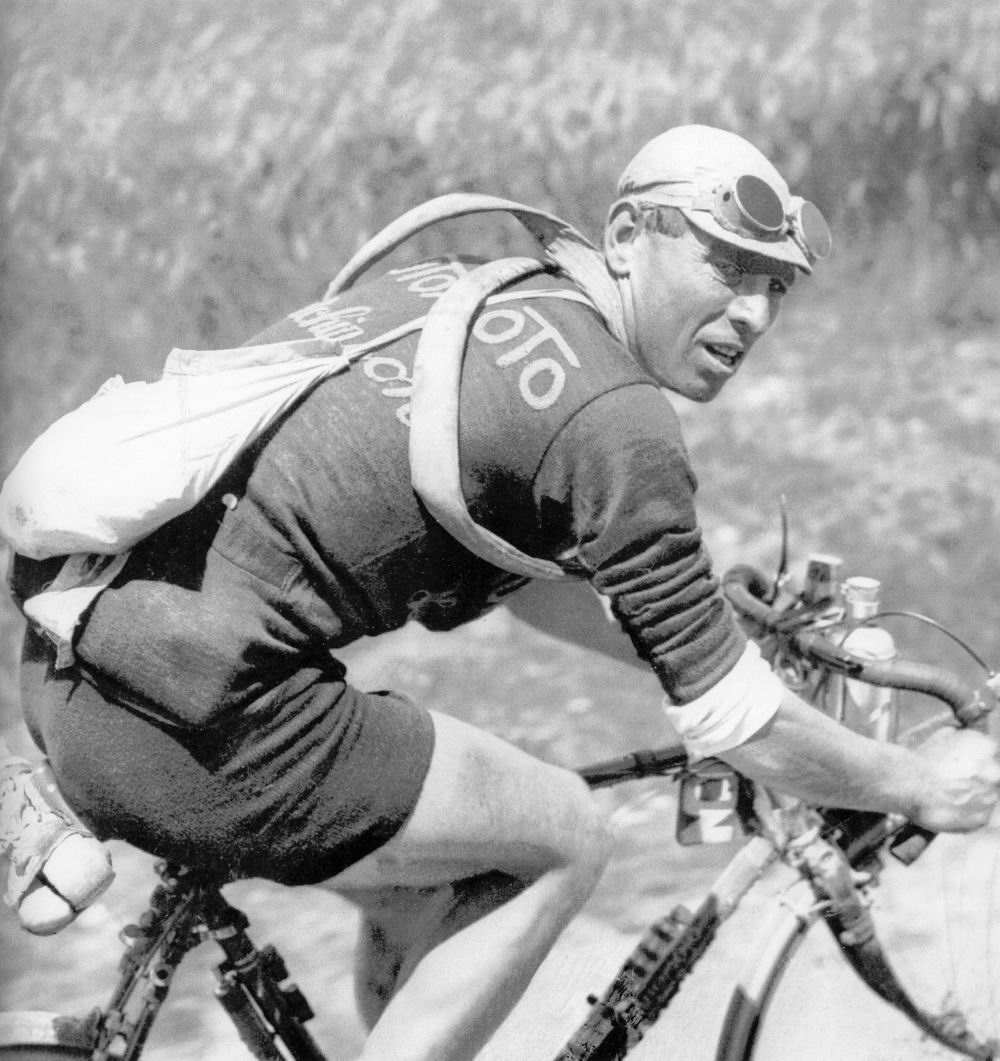
Lucien Buysse
3 januari

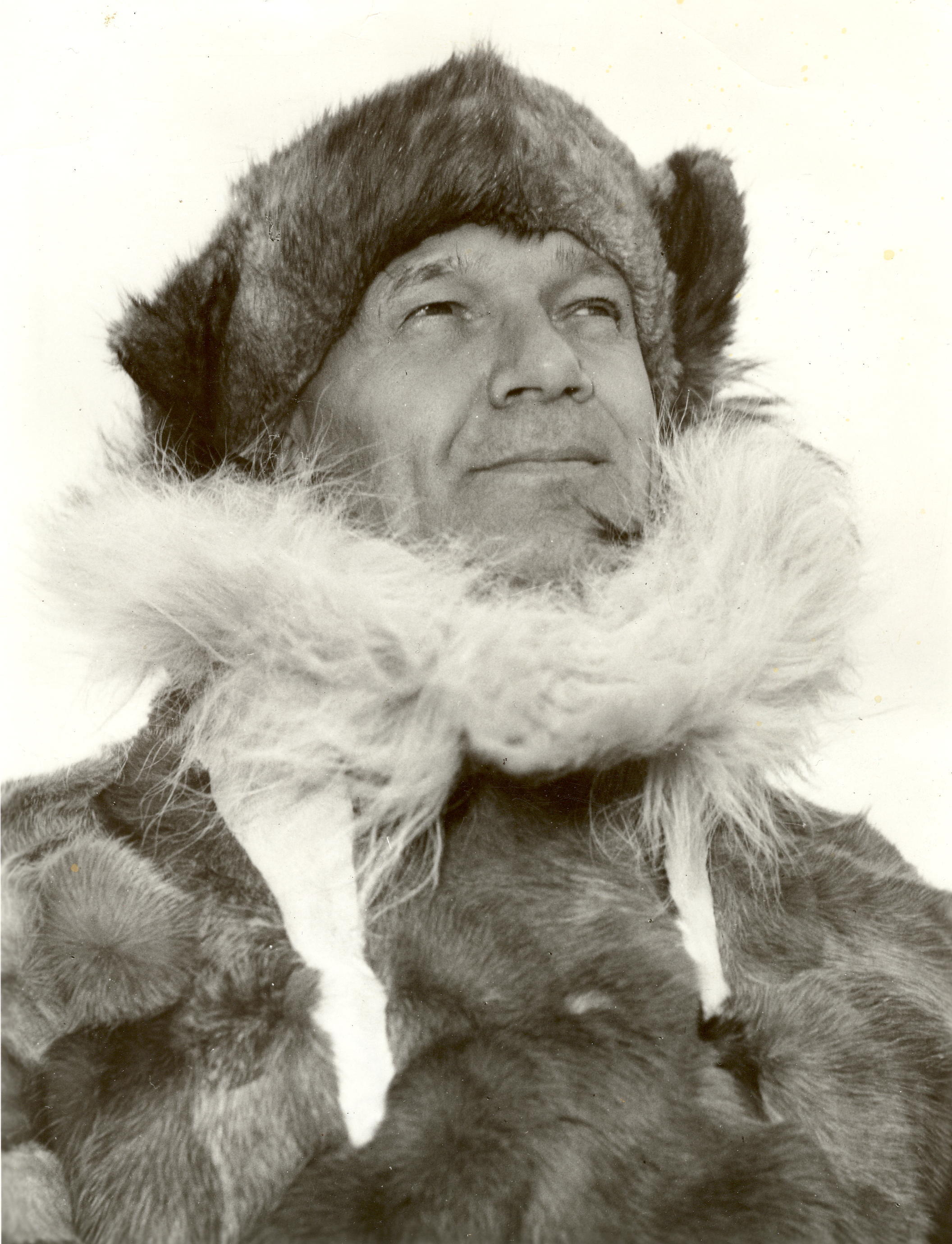
Finn Ronne
12 januari

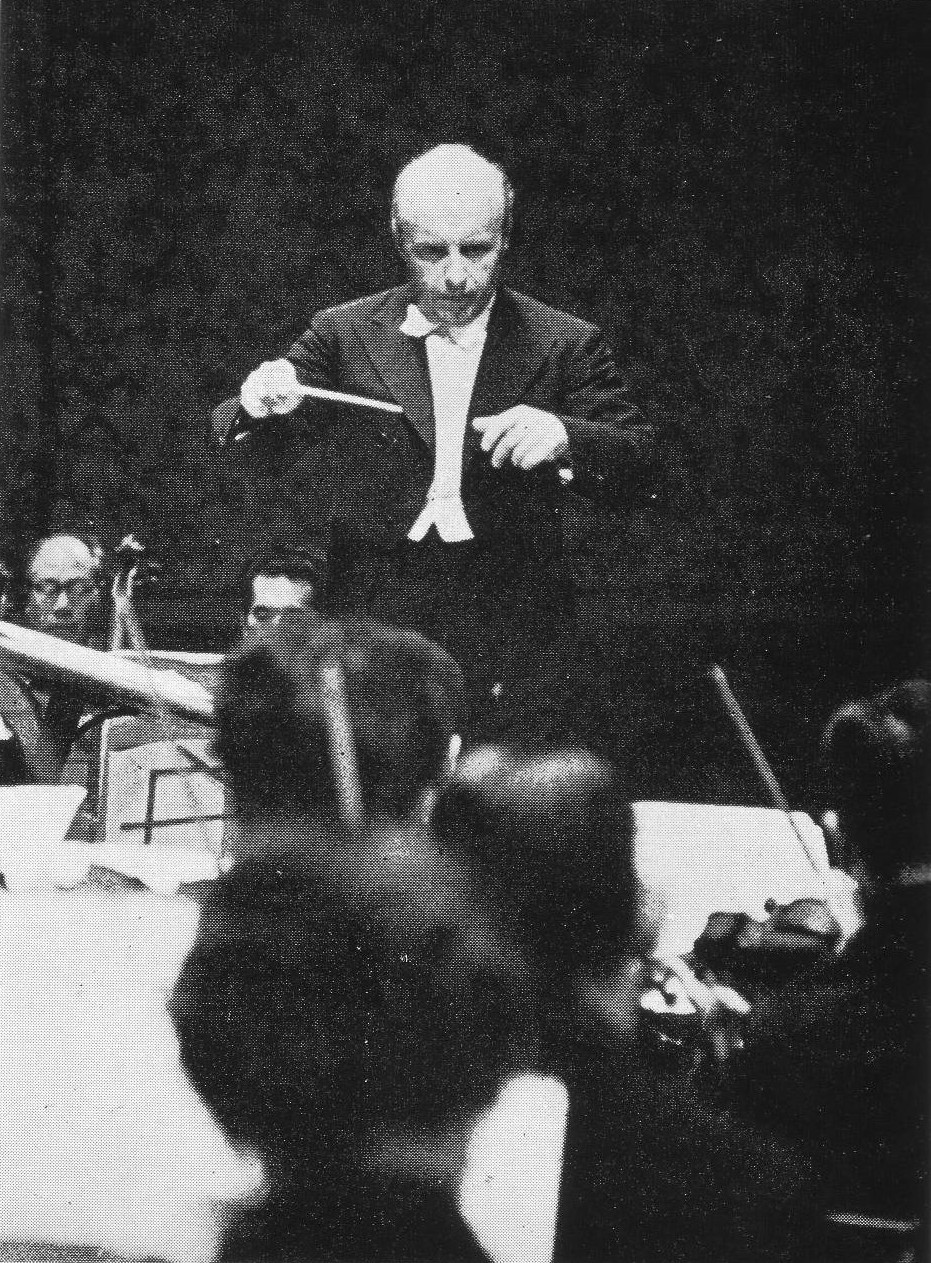
André Kostelanetz
13 januari

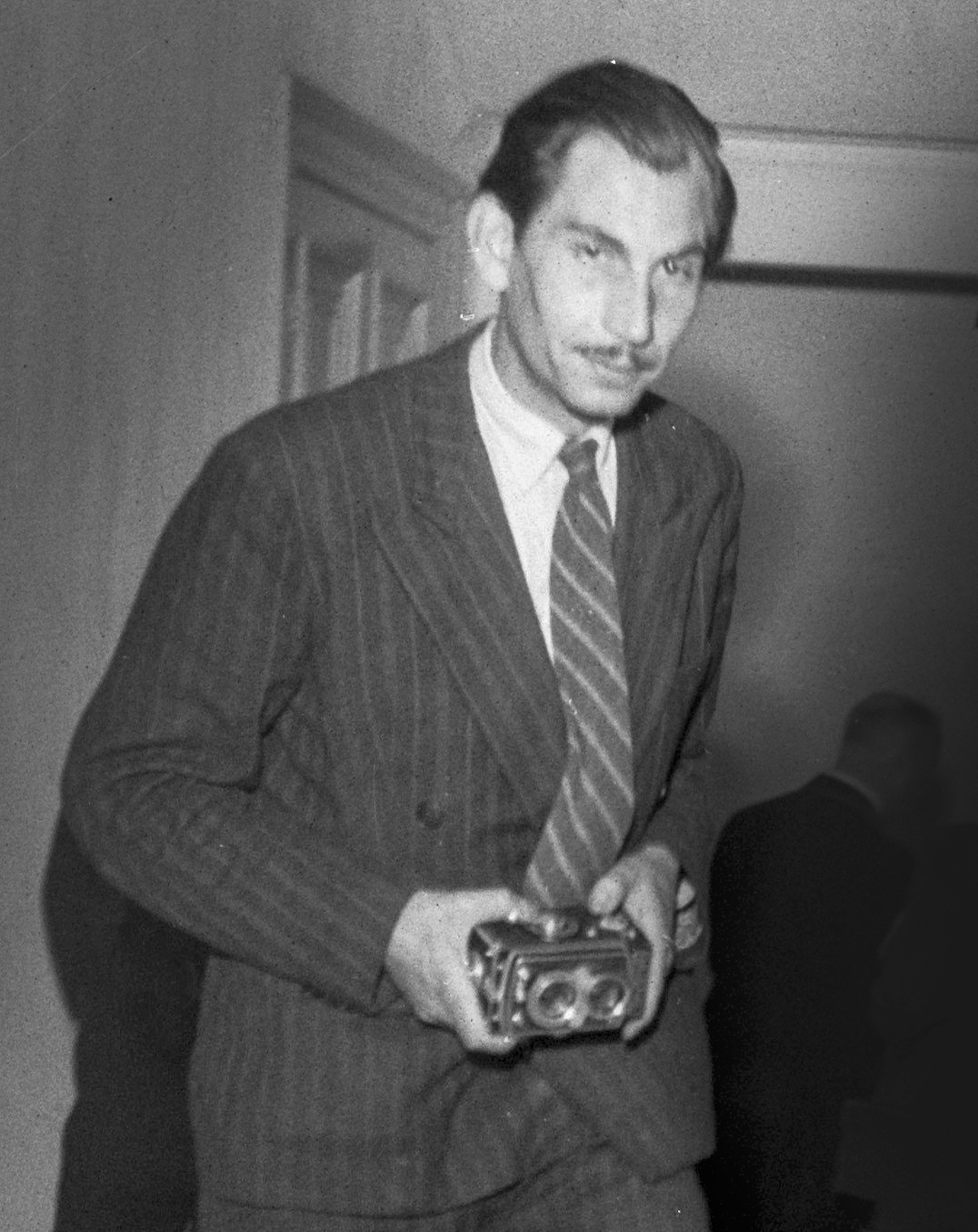
Carel Blazer
16 januari

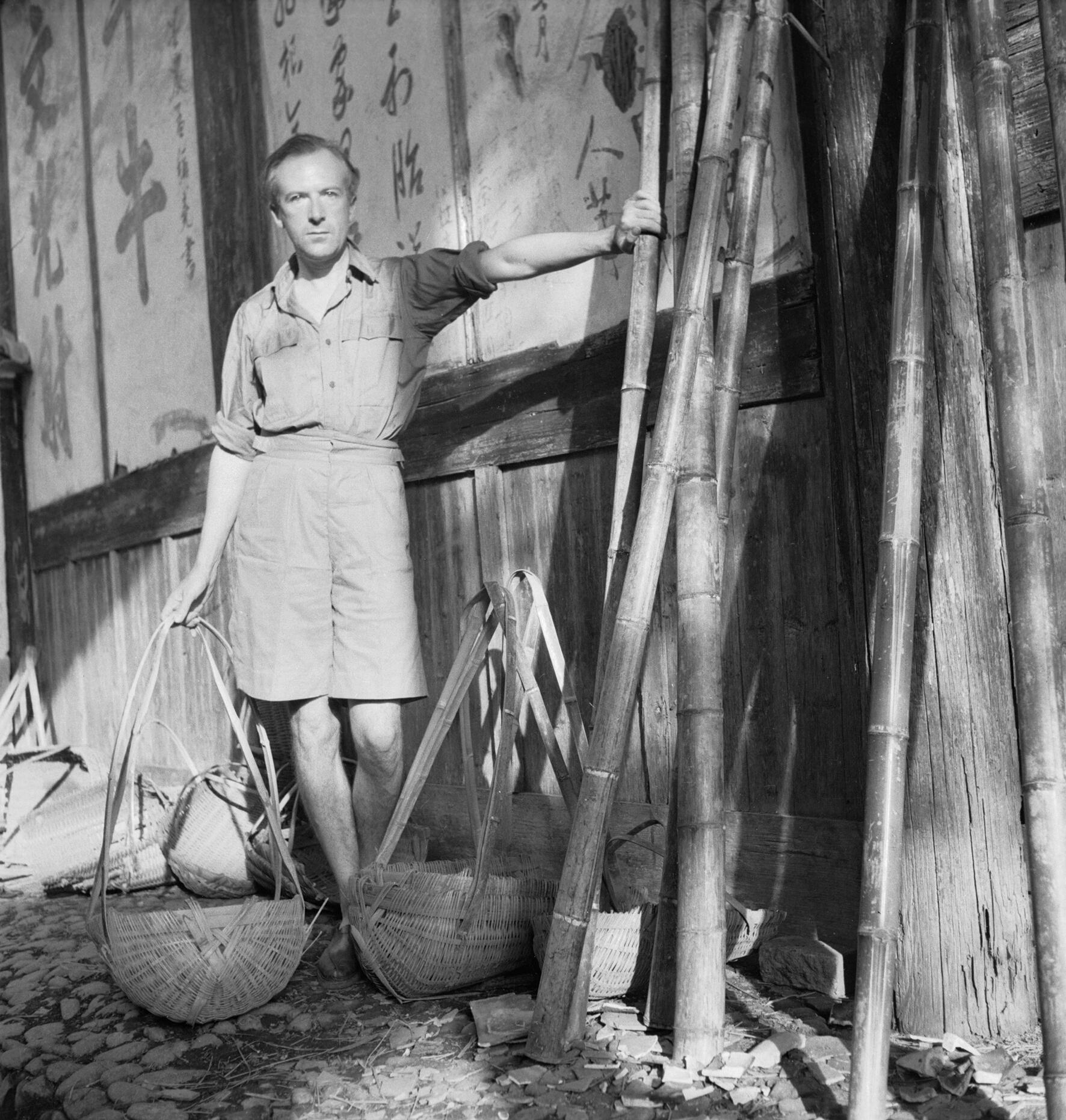
Cecil Beaton
18 januari

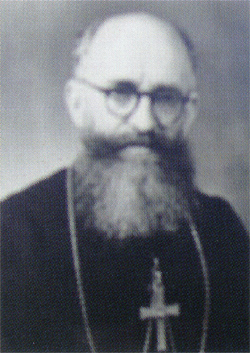
Camille Verfaillie
22 januari

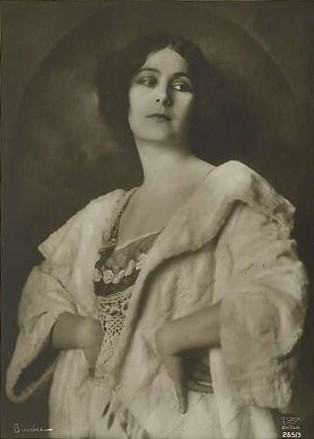
Lil Dagover
23 januari

| 1 | 2 | 3 | 4 | 5 | 6 | 7 | 8 | 9 | 10 | 11 | 12 | 13 | 14 | 15 | 16 | 17 | 18 | 19 | 20 | 21 | 22 | 23 | 24 | 25 | 26 | 27 | 28 | 29 | 30 | 31 |
| - | - | - | - | - | - | - | - | - | -- | -- | -- | -- | -- | -- | -- | -- | -- | -- | -- | -- | -- | -- | -- | -- | -- | -- | -- | -- | -- | -- |

### 1 januari
- Adolph Deutsch (82), Brits-Amerikaans componist
- Jan-Baptist de Gheldere (67), Belgisch burgemeester
- Pietro Nenni (88), Italiaans politicus
- Gerard Tap (79), Nederlands voetballer
- Frank Wykoff (70), Amerikaans atleet

### 3 januari
- Joy Adamson (69), Brits-Oostenrijkse naturalist en auteur
- Lucien Buysse (87), Belgisch wielrenner

### 4 januari
- Jan Brouwers (73), Nederlands politicus
- Tobie Goedewaagen (84), Nederlands filosoof en politicus

### 6 januari
- Piersanti Mattarella (44), Italiaans politicus

### 7 januari
- Frants Edvard Röntgen (75), Nederlands architect
- Larry Williams (44), Amerikaans singer-songwriter

### 9 januari
- Gaetano Belloni (87), Italiaans wielrenner

### 10 januari
- Frans Antoon Berlemont (62), Belgisch historicus
- Louis Doedel (75), Surinaams vakbondsbestuurder
- Pieter Leemans (82), Belgisch componist

### 12 januari
- Finn Ronne (80), Amerikaans ontdekkingsreiziger

### 13 januari
- André Kostelanetz (78), Amerikaans dirigent

### 14 januari
- Anton Erich Kratz (62), Oostenrijks componist

### 15 januari
- Jules Delruelle (79), Belgisch politicus
- José Van Gucht (66), Belgisch kunstschilder
- Petrus Jan Rienstra van Stuyvesande (74), Nederlands bankier
- Jean Vauthier (91), Belgisch politicus

### 16 januari
- Carel Blazer (68), Nederlands fotograaf en verzetsstrijder
- Annie Salomons (94), Nederlands schrijver en dichter

### 17 januari
- Aleksandr Nesmejanov (80), Russisch scheikundige
- Agustín Yáñez (75), Mexicaans schrijver en politicus

### 18 januari
- Cecil Beaton (76), Brits fotograaf
- Carel Frederik Kellenbach (82), Nederlands amateurschilder

### 21 januari
- Eugène Beaufort (79), Belgisch politicus

### 22 januari
- Gerhardus Dieters (77), Nederlands politicus
- Camille Verfaillie (87), Belgisch geestelijke

### 23 januari
- Gerardus Boomaerts (107), oudste man van Nederland
- Lil Dagover (92), Duits actrice
- Stuart Ward Frost (88), Amerikaans entomoloog
- Giovanni Michelotti (68), Italiaans auto-ontwerper
- Fred van der Poel (77), Nederlands voetballer

### 25 januari
- Sepp Schwindhackl (70), Oostenrijks componist
- Frans Wildenhain (74), Duits beeldhouwer

### 26 januari
- Thaddeus van Eijsden (79), Nederlands kunstschilder
- Dolly Rudeman (77), Nederlands grafisch ontwerpster

### 27 januari
- Hans Aeschbacher (74), Zwitsers schilder en beeldhouwer
- Tore Ljungqvist (74), Zweeds waterpolospeler

### 28 januari
- Kroger Babb (73), Amerikaans filmproducent

### 29 januari
- Antonio Molina (85), Filipijns componist en dirigent

### 30 januari
- William Peden (73), Canadees wielrenner
- Professor Longhair (61), Amerikaans pianist en zanger

## Februari

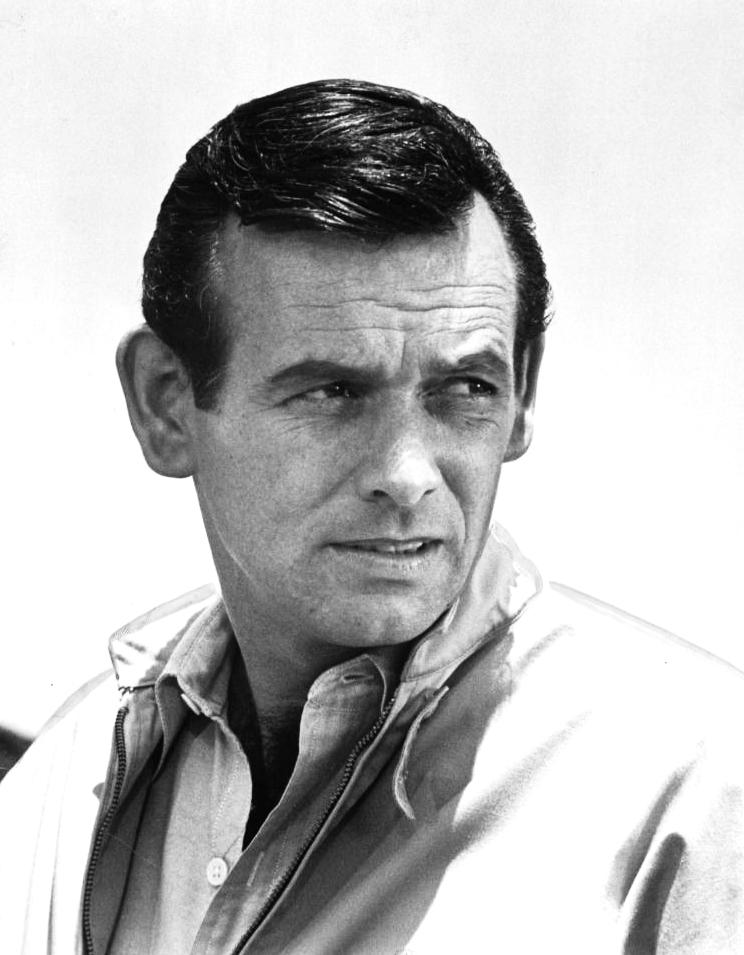
David Janssen
13 februari

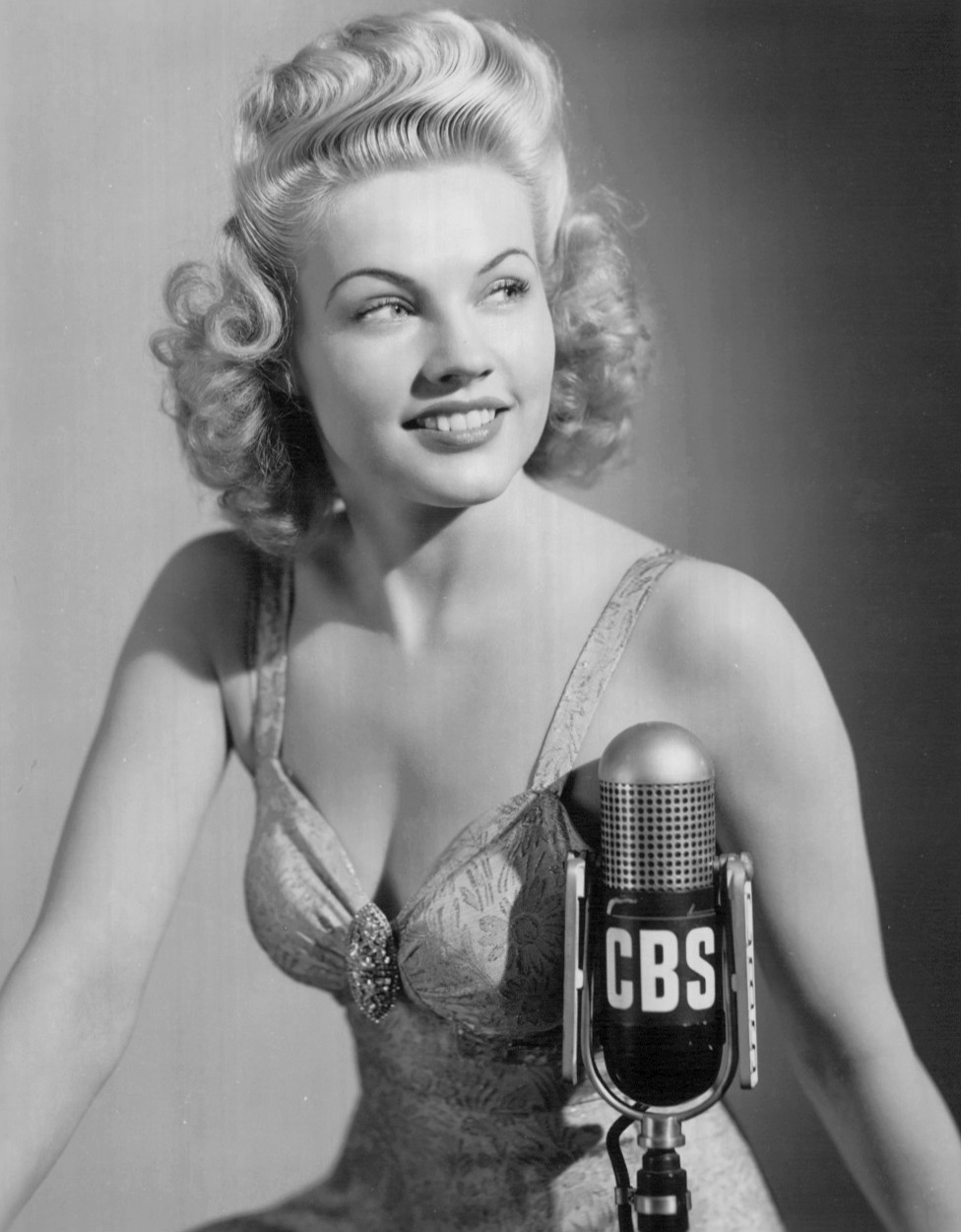
Gale Robbins
18 februari

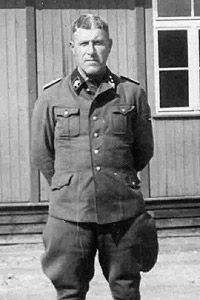
Hans Hüttig
23 februari

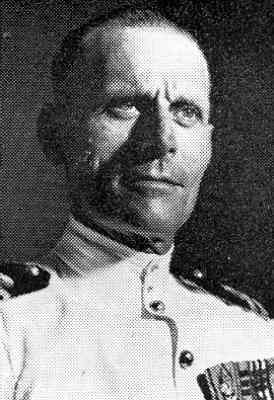
Joost Dourlein
29 februari

| 1 | 2 | 3 | 4 | 5 | 6 | 7 | 8 | 9 | 10 | 11 | 12 | 13 | 14 | 15 | 16 | 17 | 18 | 19 | 20 | 21 | 22 | 23 | 24 | 25 | 26 | 27 | 28 | 29 |
| - | - | - | - | - | - | - | - | - | -- | -- | -- | -- | -- | -- | -- | -- | -- | -- | -- | -- | -- | -- | -- | -- | -- | -- | -- | -- |

### 1 februari
- Gastone Nencini (49), Italiaans wielrenner
- Romolo Valli (54), Italiaans acteur

### 2 februari
- William Stein (68), Amerikaanse biochemicus

### 3 februari
- Pedro Sabido (85), Filipijns politicus en diplomaat

### 6 februari
- Ortrud van Sleeswijk-Holstein-Sonderburg-Glücksburg (54), Duits prinses

### 8 februari
- Hans Herberts (51), Nederlands voetballer
- Zezé Procópio (66), Braziliaans voetballer

### 9 februari
- Antoine Pompe (106), Belgisch architect

### 11 februari
- Paavo Yrjölä (77), Fins atleet

### 13 februari
- David Janssen (48), Amerikaans acteur
- Maurits Kiek (70), Nederlands verzetsstrijder
- Jo Meynen (78), Nederlands politicus
- Marian Rejewski (74), Pools cryptoloog

### 16 februari
- Erich Hückel (83), Duits fysicus

### 18 februari
- Gale Robbins (58), Amerikaans actrice

### 19 februari
- Robert Morrison (77), Brits roeier
- Bon Scott (33), Brits-Australisch zanger

### 20 februari
- Hendrik Bastiaan Nicolaas Mumsen (72), Nederlands burgemeester
- J.B. Rhine (84), Amerikaans parapsycholoog

### 21 februari
- Alfred Andersch (66), Duits schrijver
- Mathieu Jacques (76), Belgisch politicus

### 22 februari
- Enrico Celio (90), Zwitsers politicus
- Oskar Kokoschka (93), Oostenrijks-Brits kunstschilder
- Jorge Vargas (89), Filipijns politicus

### 23 februari
- Hans Hüttig (85), Duits oorlogsmisdadiger
- Robert Vandekerckhove (62), Belgisch politicus

### 24 februari
- Clement Martyn Doke (87), Zuid-Afrikaans taalkundige
- Émile Joly (75), Belgisch wielrenner

### 25 februari
- Alfred Comvalius (47), Surinaams militair en musicus

### 28 februari
- Piero Bargelini (82), Italiaans schrijver en politicus
- Raymond Broger (63), Zwitsers politicus

### 29 februari
- Yigal Allon (61), Israëlisch militair en politicus
- Tine van Deth (80), Nederlands verzetsstrijdster
- Joost Dourlein (68), Nederlands militair

## Maart

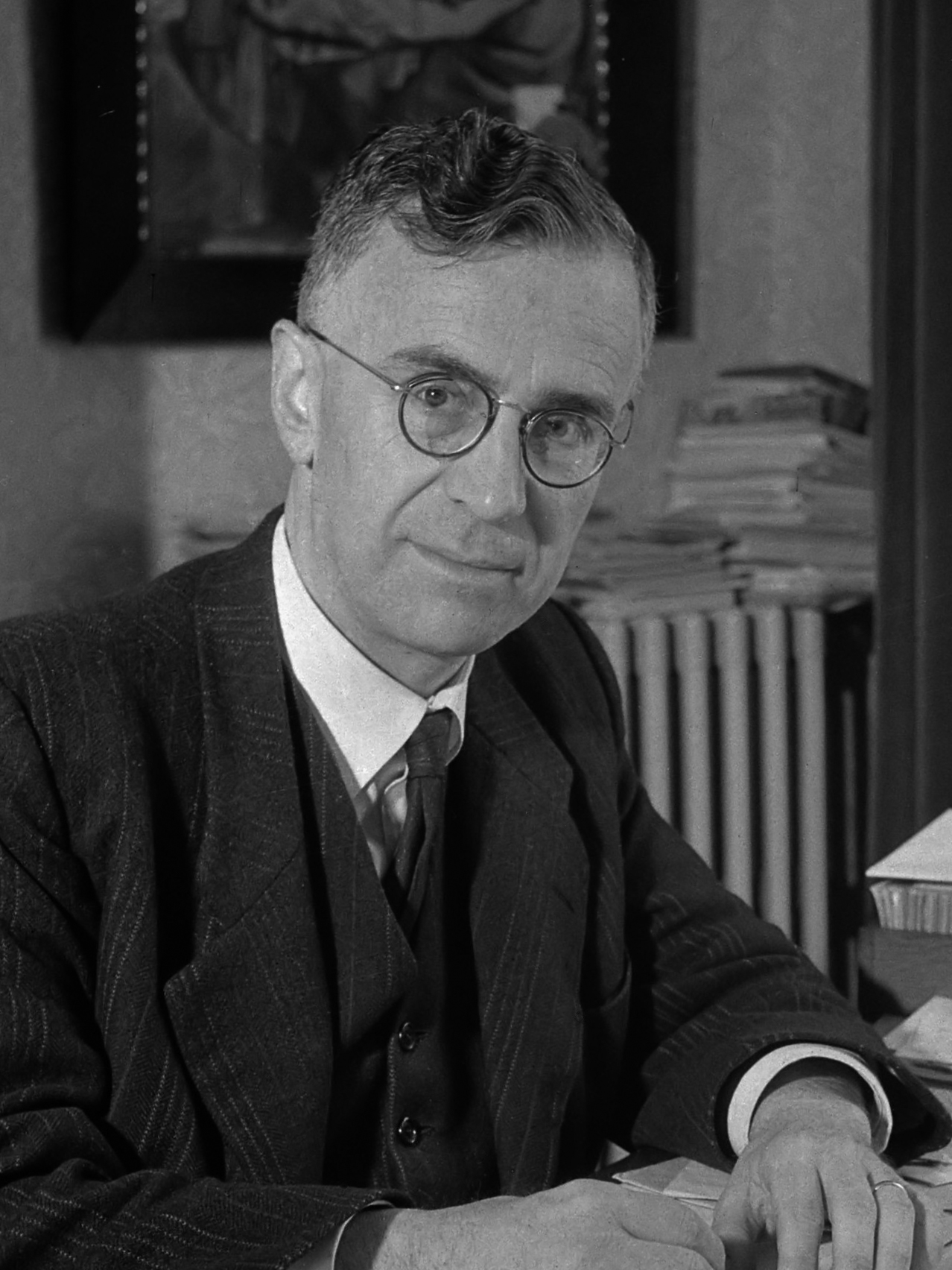
Jan Buskes
9 maart

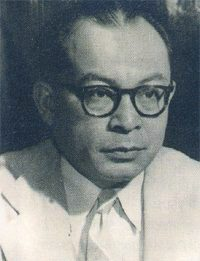
Mohammed Hatta
14 maart

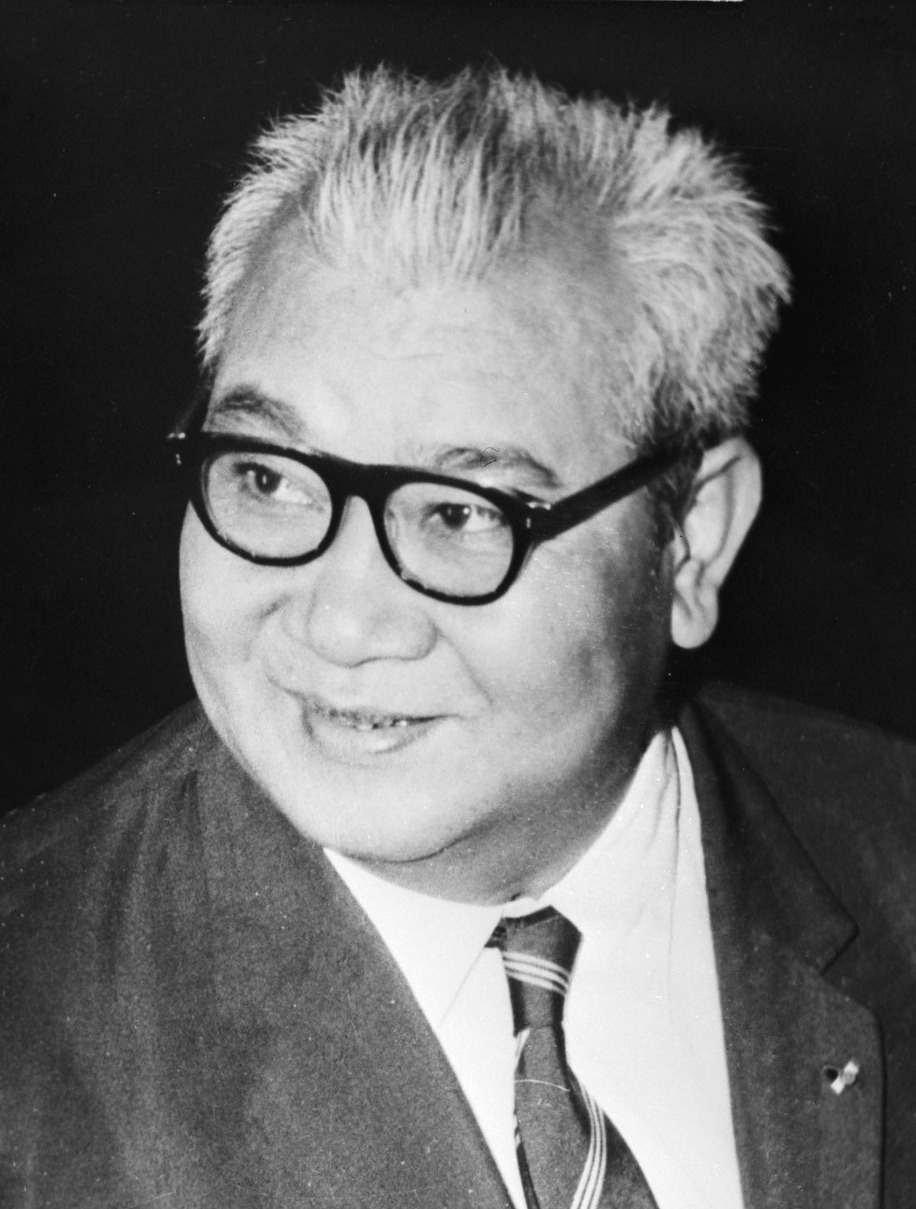
Boun Oum
17 maart

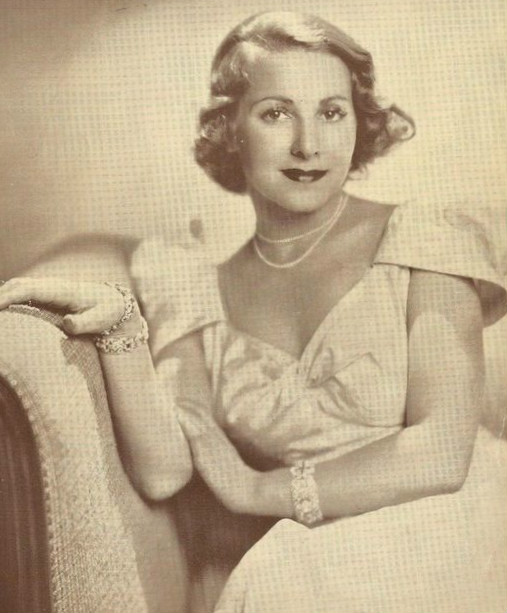
Jessica Dragonette
18 maart

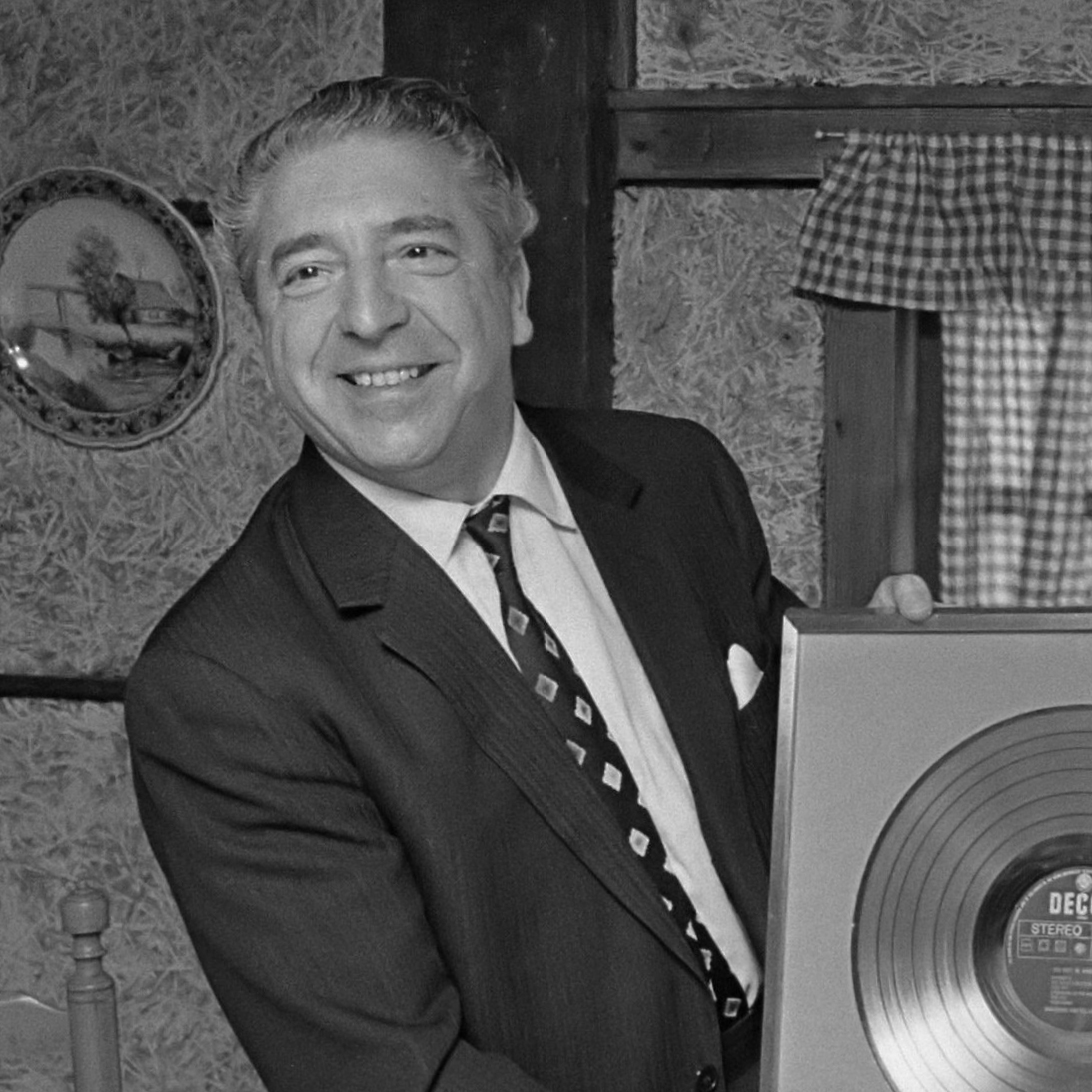
Mantovani
29 maart

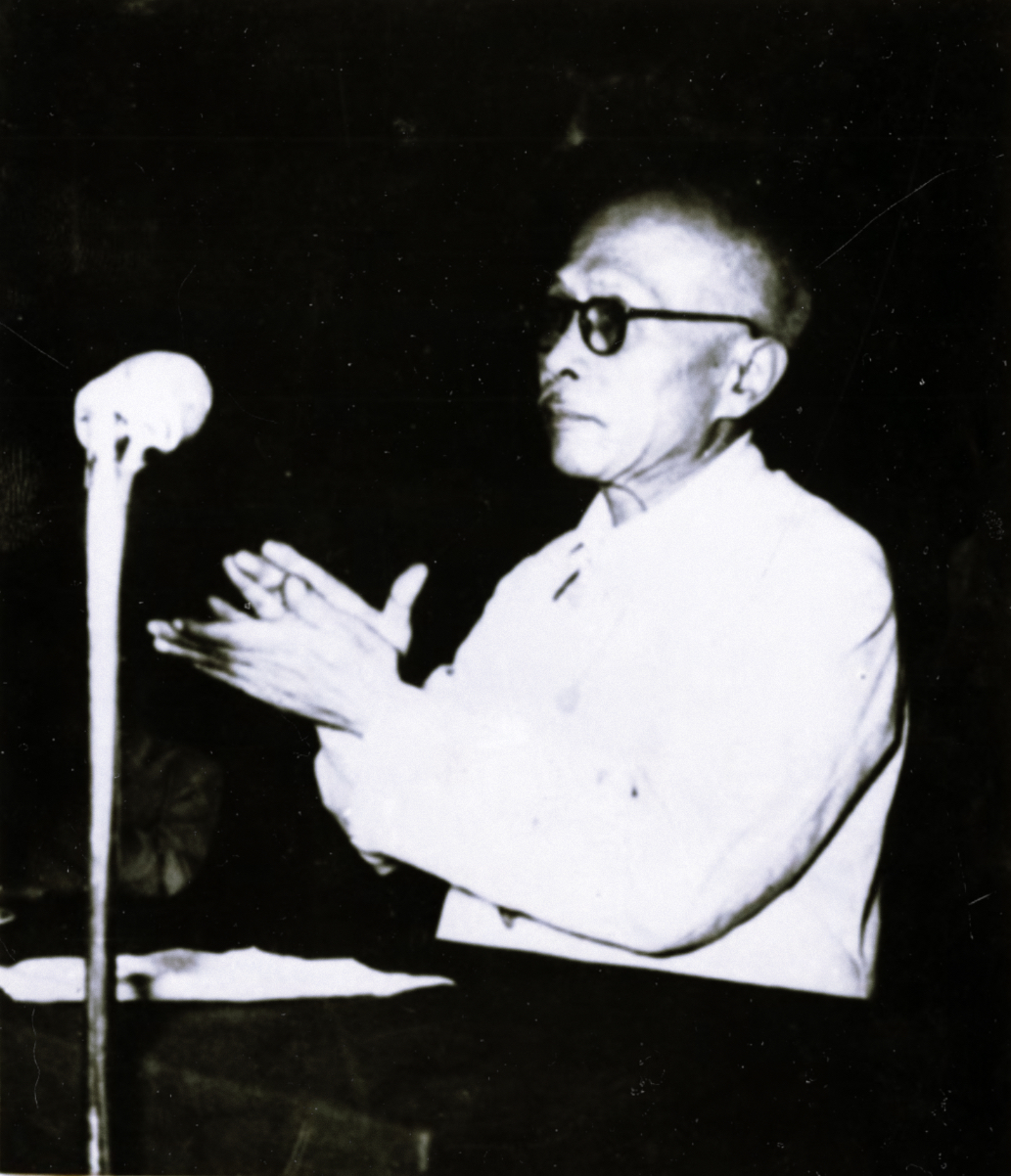
Tôn Đức Thắng
30 maart

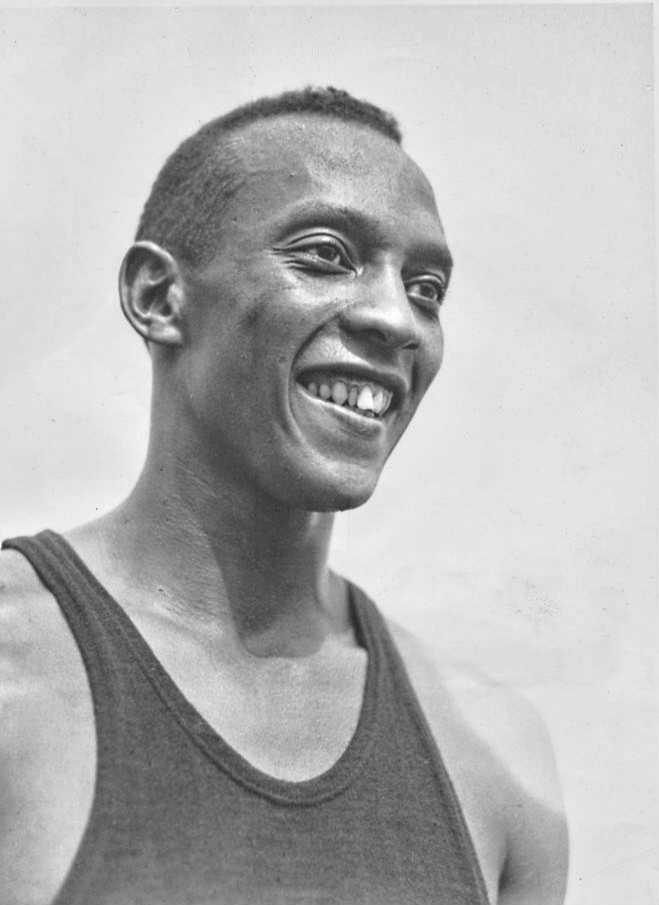
Jesse Owens
31 maart

| 1 | 2 | 3 | 4 | 5 | 6 | 7 | 8 | 9 | 10 | 11 | 12 | 13 | 14 | 15 | 16 | 17 | 18 | 19 | 20 | 21 | 22 | 23 | 24 | 25 | 26 | 27 | 28 | 29 | 30 | 31 |
| - | - | - | - | - | - | - | - | - | -- | -- | -- | -- | -- | -- | -- | -- | -- | -- | -- | -- | -- | -- | -- | -- | -- | -- | -- | -- | -- | -- |

### 1 maart
- Dixie Dean (73), Engels voetballer
- Eric Oliver (68), Brits auto- en motorcoureur

### 4 maart
- Don Albert (71), Amerikaanse jazztrompettist en bigbandleider
- Johannes Martin Bijvoet (88), Nederlands chemicus

### 5 maart
- Adolf Bodmer (76), Zwitsers politicus
- Winifred Wagner (82), Oostenrijks operadirecteur

### 6 maart
- Willem de Vries Lentsch (93), Nederlands zeiler

### 8 maart
- Max Miedinger (69), Zwitsers letterontwerper
- Henri Staal (84), Nederlands politiefunctionaris

### 9 maart
- Jan Buskes (80), Nederlands theoloog

### 10 maart
- Achiel Verstraete (81), Belgisch politicus

### 11 maart
- Obbo Johannes Scherphuis (88), Nederlands burgemeester

### 12 maart
- Ernő Gerő (81), Hongaars politicus

### 13 maart
- Gerritdina Benders-Letteboer (70), Nederlands verzetsstrijdster

### 14 maart
- Henk Blomvliet (69), Nederlands voetballer
- Manlio Brosio (82), Italiaans politicus
- Mohammed Hatta (77), Indonesisch politicus

### 16 maart
- José Guadalupe Zuno (88), Mexicaans politicus

### 17 maart
- Rudolf Escher (68), Nederlands componist
- Boun Oum (67), Laotiaans politicus
- Rafael Paasio (76), Fins politicus

### 18 maart
- Jerzy Bułanow (76), Pools voetballer
- Jessica Dragonette (80), Amerikaans zangeres en actrice
- Erich Fromm (79), Duits-Amerikaans psycholoog en filosoof
- Ludwig Guttmann (80), Duits neuroloog en sportbestuurder
- Tamara de Lempicka (82), Pools kunstschilderes

### 22 maart
- Hélio Oiticica (42), Braziliaans kunstenaar

### 23 maart
- Jacob Miller (27), Jamaicaans reggae-artiest
- Arthur Okun (51), Amerikaans econoom
- Gil Puyat (72), Filipijns politicus

### 24 maart
- Óscar Romero (62), aartsbisschop van San Salvador

### 25 maart
- Roland Barthes (64), Frans literatuurcriticus en filosoof
- Milton H. Erickson (78), Amerikaans psychiater
- Erminio Macario (77), Italiaans acteur

### 29 maart
- Vicente López Carril (37), Spaans wielrenner
- William Gemmell Cochran (70), Brits-Amerikaans statisticus
- Annunzio Paolo Mantovani (74), Italiaans-Brits orkestleider

### 30 maart
- Cor Gorter (72), Nederlands natuurkundige
- Tôn Đức Thắng (91), president van Vietnam

### 31 maart
- Jesse Owens (66), Amerikaans atleet

## April

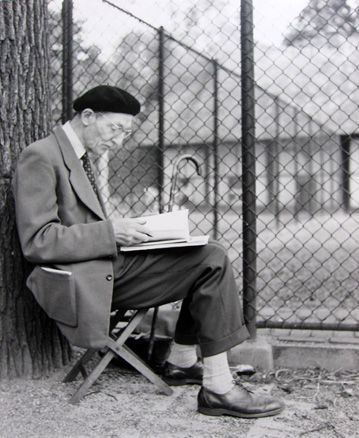
Johan Briedé
5 april

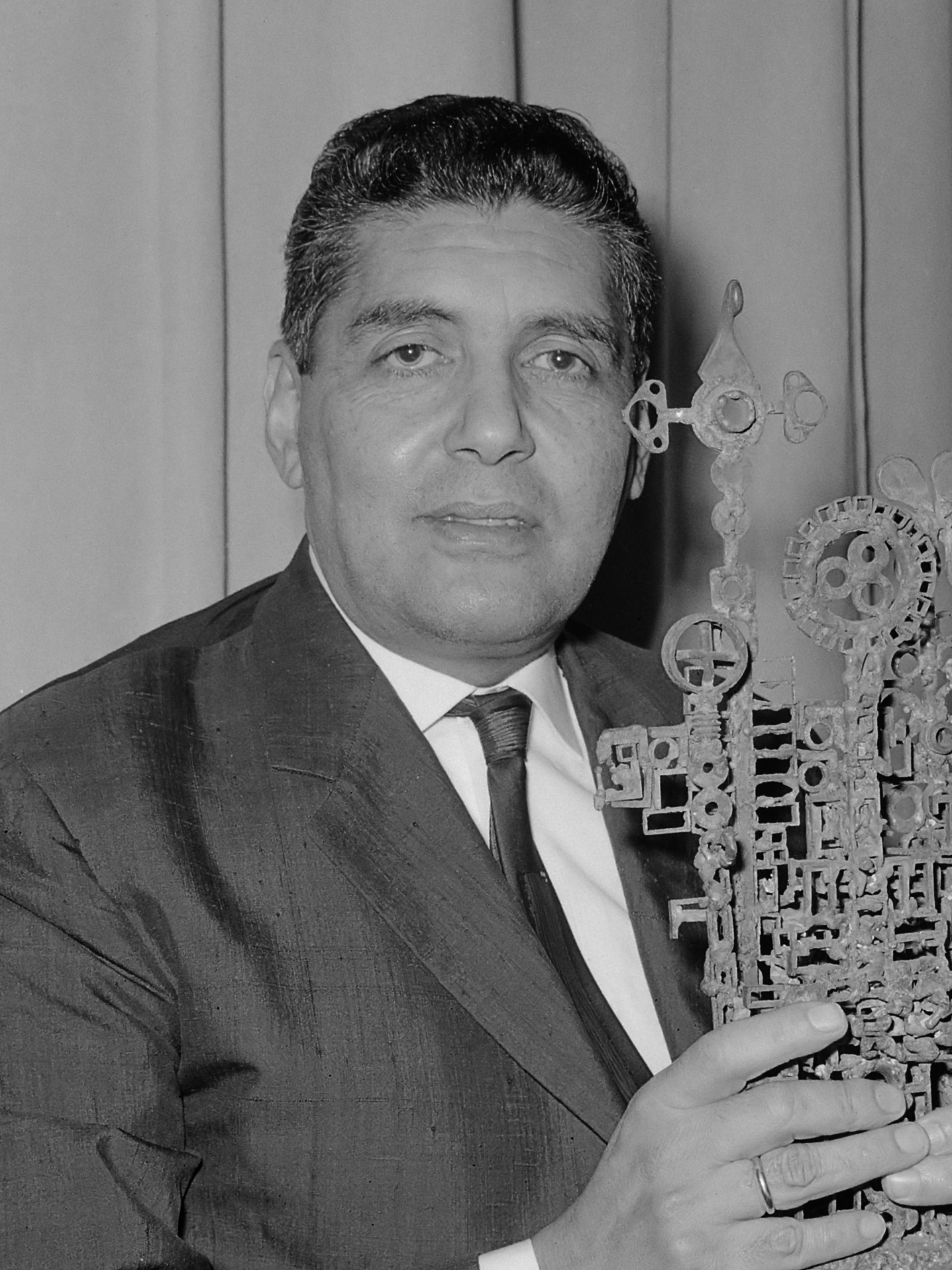
Boy Edgar
8 april

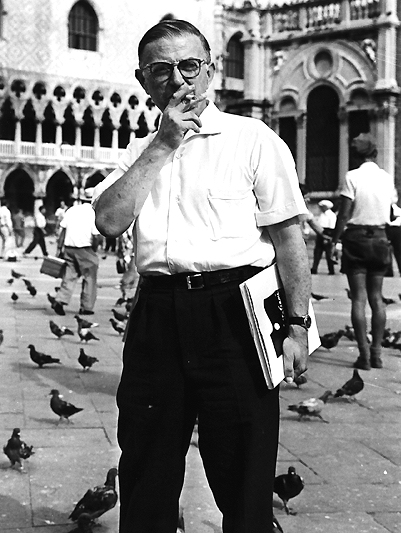
Jean-Paul Sartre
15 april

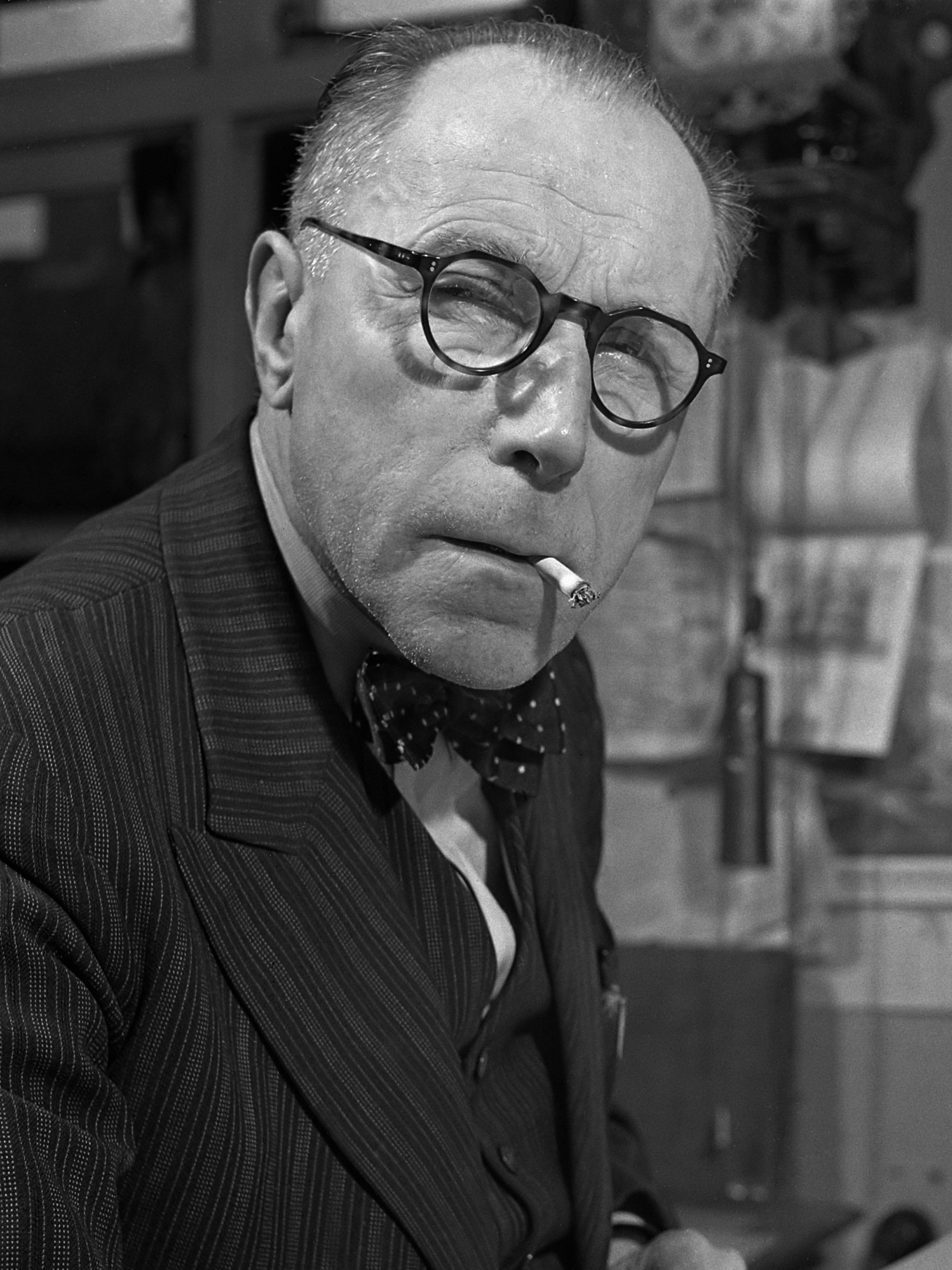
Leo Jordaan
21 april

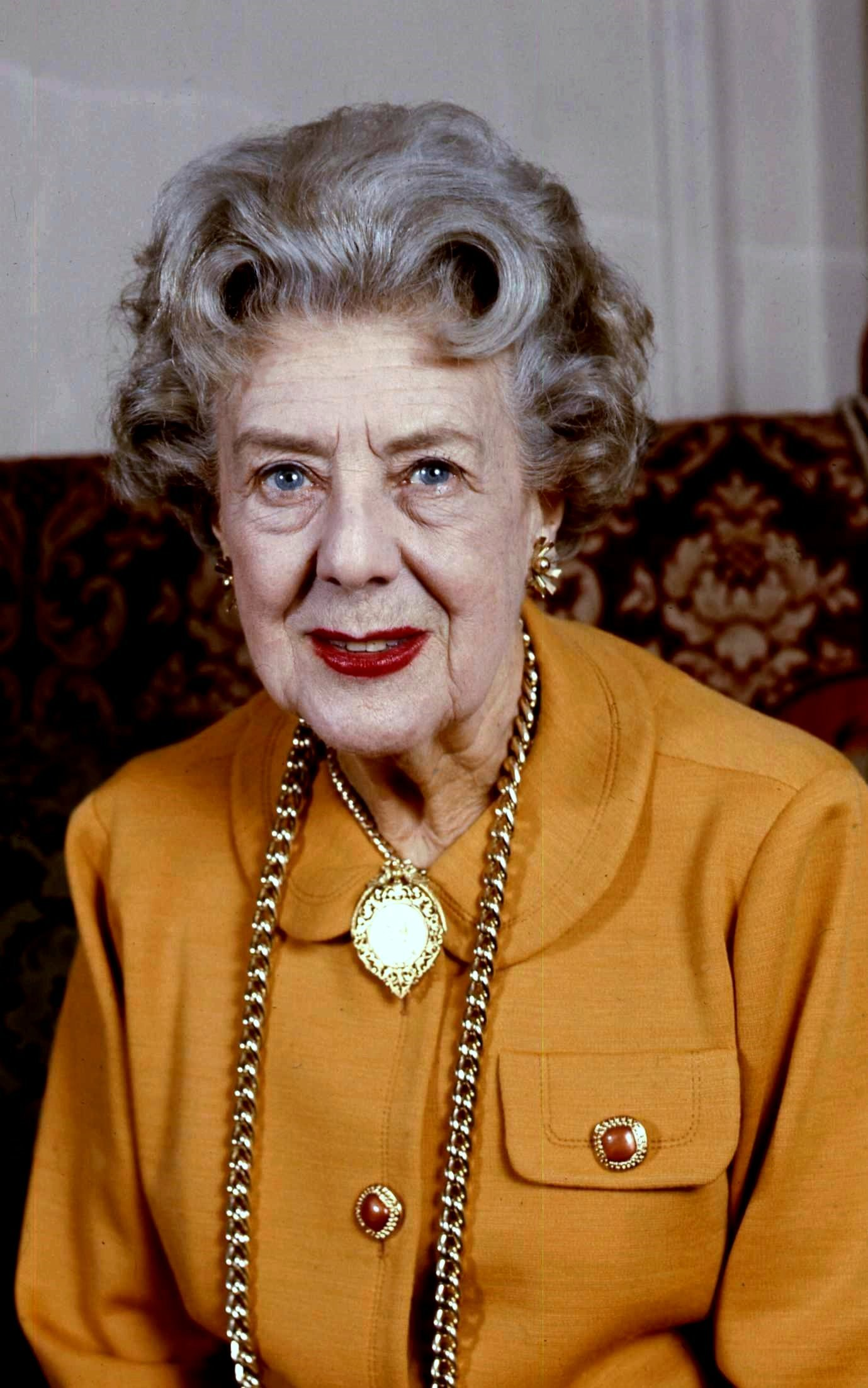
Cicely Courtneidge
26 april

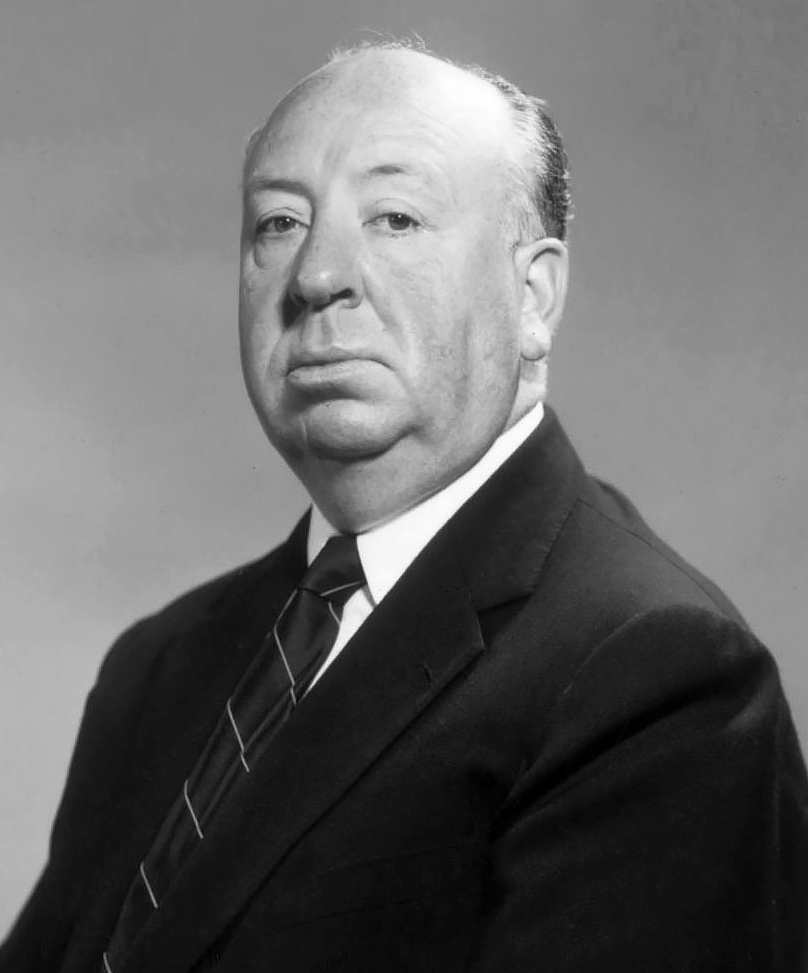
Alfred Hitchcock
29 april

| 1 | 2 | 3 | 4 | 5 | 6 | 7 | 8 | 9 | 10 | 11 | 12 | 13 | 14 | 15 | 16 | 17 | 18 | 19 | 20 | 21 | 22 | 23 | 24 | 25 | 26 | 27 | 28 | 29 | 30 |
| - | - | - | - | - | - | - | - | - | -- | -- | -- | -- | -- | -- | -- | -- | -- | -- | -- | -- | -- | -- | -- | -- | -- | -- | -- | -- | -- |

### 2 april
- Valentin Denis (63), Belgisch kunsthistoricus

### 3 april
- Robert Lemaignen (87), Frans politicus

### 4 april
- Aleksander Ford (71), Amerikaans filmregisseur
- Han Groenewegen (91), Nederlands architect
- Red Sovine (61), Amerikaans countryzanger

### 5 april
- Johan Briedé (94), Nederlands grafisch vormgever
- Max Cetto (77), Duits-Mexicaans architect

### 6 april
- John Henry Collier (78), Brits schrijver

### 7 april
- Ber Hulsing (72), Nederlands verzetsstrijder en tekstschrijver

### 8 april
- Boy Edgar (65), Nederlands jazzmusicus
- Avil Geerinck (63), Belgisch politicus
- Vera van Haeften (83), Nederlands actrice

### 9 april
- Robert Rolin Jaequemyns (61), Belgisch politicus

### 11 april
- Maurice Blomme (63), Belgisch wielrenner

### 12 april
- William Richard Tolbert jr. (66), president van Liberia

### 14 april
- Bernard Beukema (62), Nederlands burgemeester
- Gianni Rodari (59), Italiaanse schrijver

### 15 april
- Paul Langton (66), Amerikaans acteur
- Frans van Lennep (90), Nederlands historicus
- Jean-Paul Sartre (74), Frans schrijver en filosoof

### 16 april
- Alf Sjöberg (76), Zweeds regisseur

### 17 april
- Humberto (46), Braziliaans voetballer

### 20 april
- Félix Welkenhuysen (71), Belgisch voetballer

### 21 april
- Leo Jordaan (94), Nederlands filmcriticus en cartoonist
- Aleksandr Oparin (86), Russisch bioloog
- Theo Rutten (80), Nederlands politicus

### 22 april
- Hendrik de Laat (80), Nederlands kunstschilder
- Fritz Strassmann (78), Duits kernfysicus

### 24 april
- Alejo Carpentier (75), Cubaans schrijver

### 26 april
- Honoré Colsen (94), Nederlands politiek activist
- Cicely Courtneidge (87), Brits actrice

### 27 april
- Mario Bava (64), Italiaans filmregisseur

### 28 april
- Andrija Anković (42), Joegoslavisch-Kroatisch voetballer

### 29 april
- Alfred Hitchcock (80), Brits filmregisseur

### 30 april
- Léon-Eli Troclet (77), Belgisch politicus

## Mei

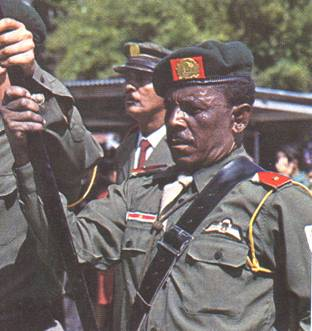
Fred Ormskerk
1 mei

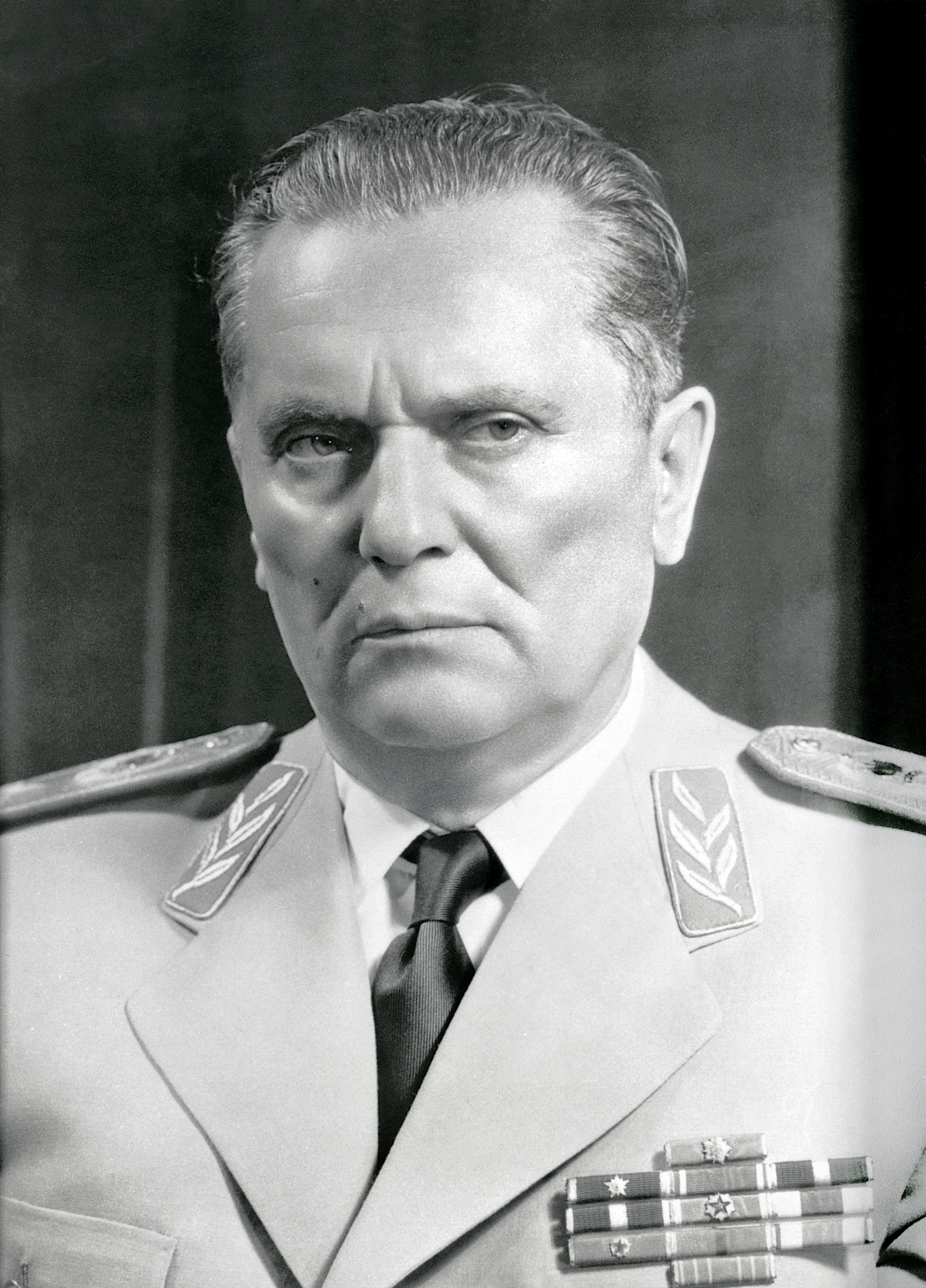
Josip Broz Tito
4 mei

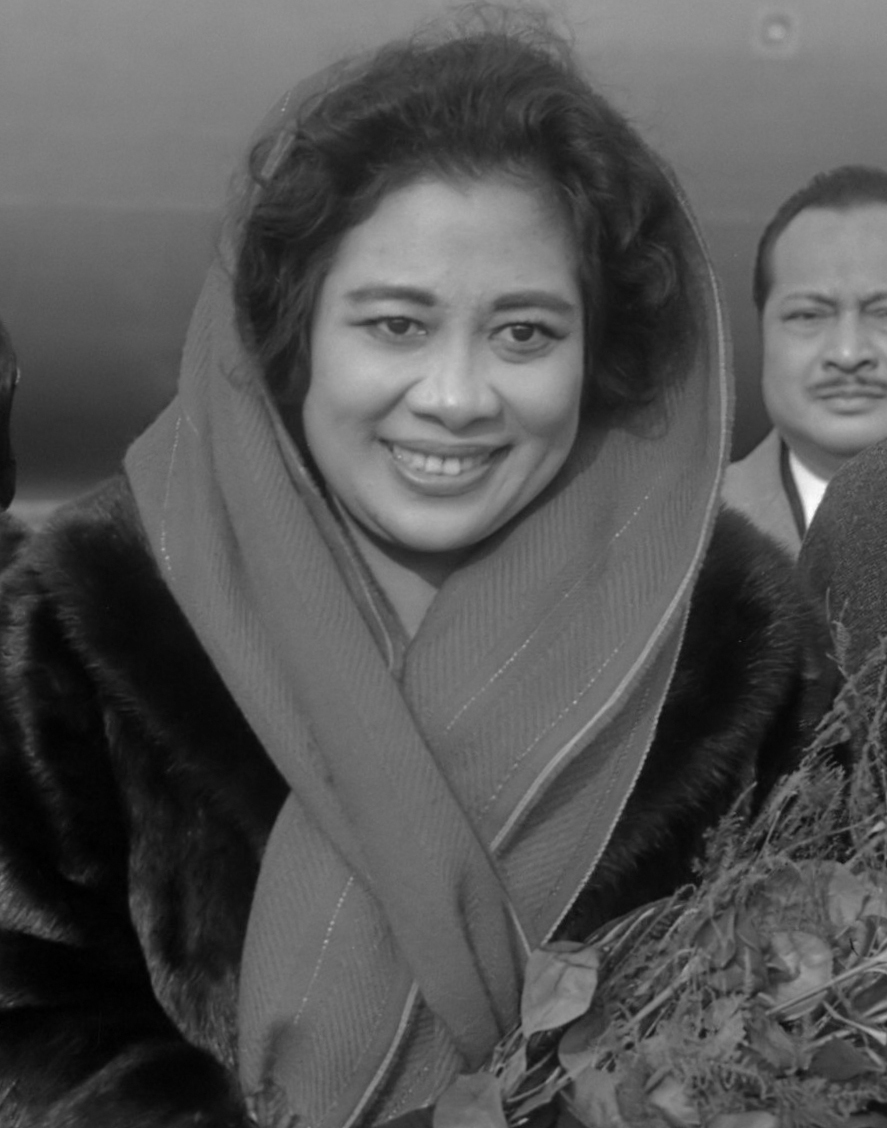
Fatmawati Soekarno
14 mei

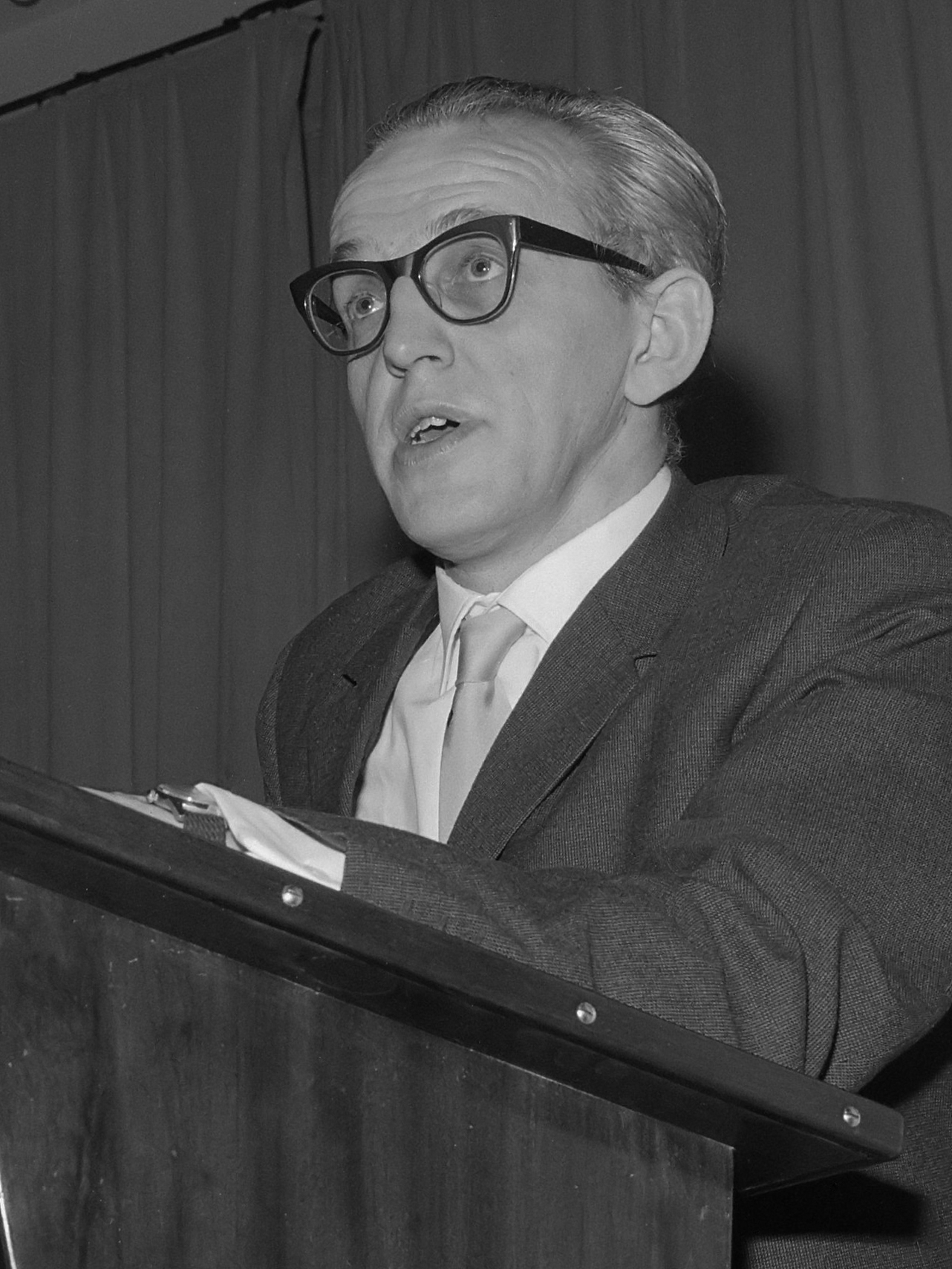
Joop Lücker
17 mei

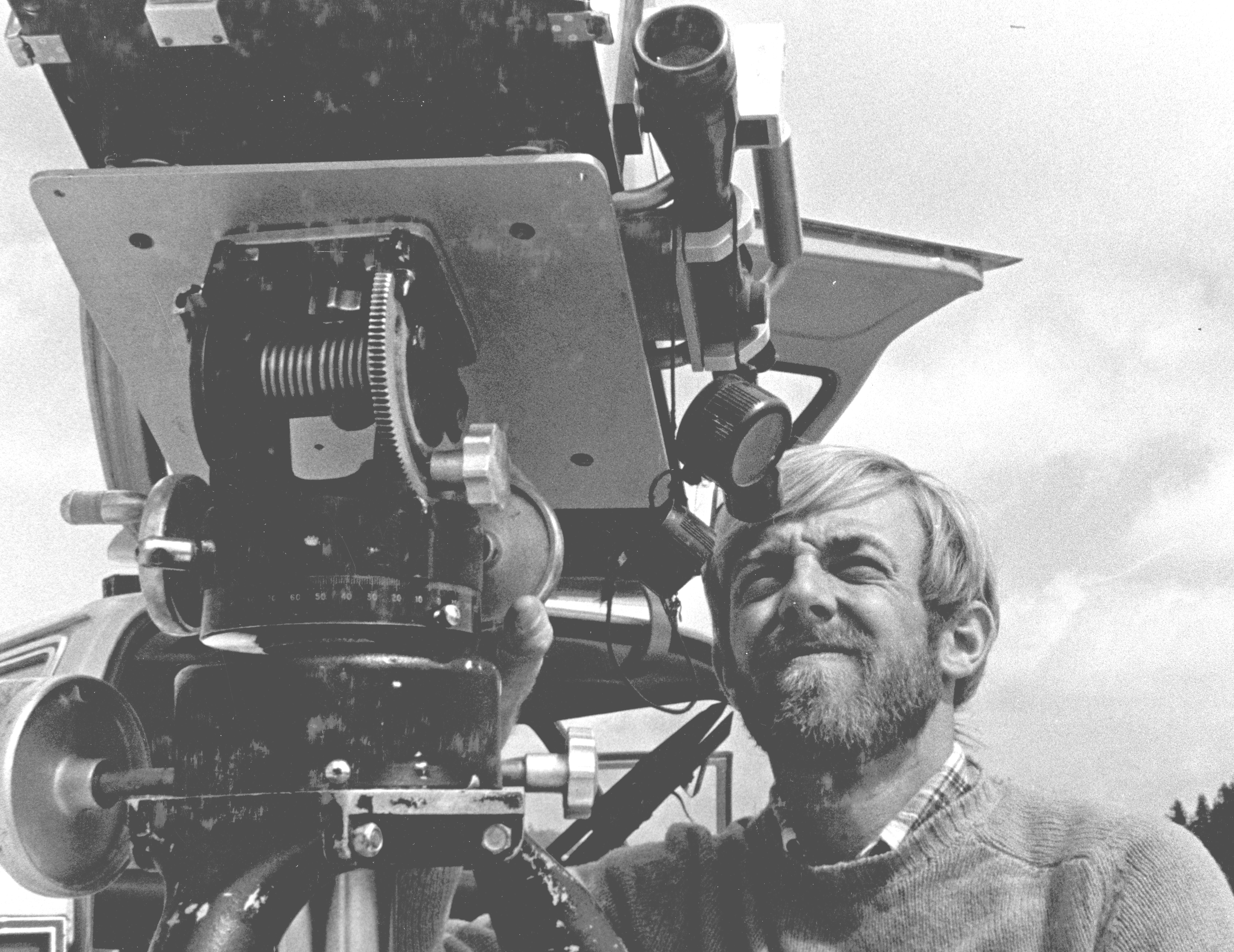
David Johnston
18 mei

| 1 | 2 | 3 | 4 | 5 | 6 | 7 | 8 | 9 | 10 | 11 | 12 | 13 | 14 | 15 | 16 | 17 | 18 | 19 | 20 | 21 | 22 | 23 | 24 | 25 | 26 | 27 | 28 | 29 | 30 | 31 |
| - | - | - | - | - | - | - | - | - | -- | -- | -- | -- | -- | -- | -- | -- | -- | -- | -- | -- | -- | -- | -- | -- | -- | -- | -- | -- | -- | -- |

### 1 mei
- Fred Ormskerk (57), Surinaams militair

### 3 mei
- Marcel Slootmaeckers (76), Belgisch componist en musicus

### 4 mei
- Aldert van Bruggen (54), Nederlands burgemeester
- Josip Broz Tito (87), president van Joegoslavië

### 6 mei
- Lola Cornero (88), Duits actrice en zangeres

### 7 mei
- Jetty Riecker (85), Nederlands toneelspeelster

### 10 mei
- Emiel Faignaert (60), Belgisch wielrenner

### 12 mei
- Ulbo de Sitter (78), Nederlands geoloog

### 13 mei
- Otto Umbehr (78), Duitse fotograaf

### 14 mei
- Julien Moineau (76), Frans wielrenner
- Fatmawati Soekarno (57), Indonesisch presidentsvrouw

### 15 mei
- Len Lye (78), Nieuw-Zeelandse filmregisseur, beeldhouwer, auteur en dichter

### 16 mei
- Pita Grilk (74), Nederlands dichteres
- Reinhold Tüxen (80), Duits botanicus

### 17 mei
- Gündüz Kılıç (61), Turks voetballer en voetbaltrainer
- Joop Lücker (66), Nederlands journalist
- Amaury de Mérode (77), lid Belgische adel

### 18 mei
- Ian Curtis (23), Brits zanger
- David Johnston (30), Amerikaans vulkanoloog
- Johan te Slaa (73), Nederlands acteur

### 21 mei
- Cyriel Ryckaert (81), Belgisch burgemeester

### 23 mei
- Lodewijk Gebraad (86), Nederlands geestelijke

### 25 mei
- Gerarda Hurenkamp-Bosgoed (110), oudste inwoner van Nederland

### 29 mei
- Joanna Brom (81), Nederlands edelsmid

### 31 mei
- Sonny Burke (66), Amerikaans bigbandleider

## Juni

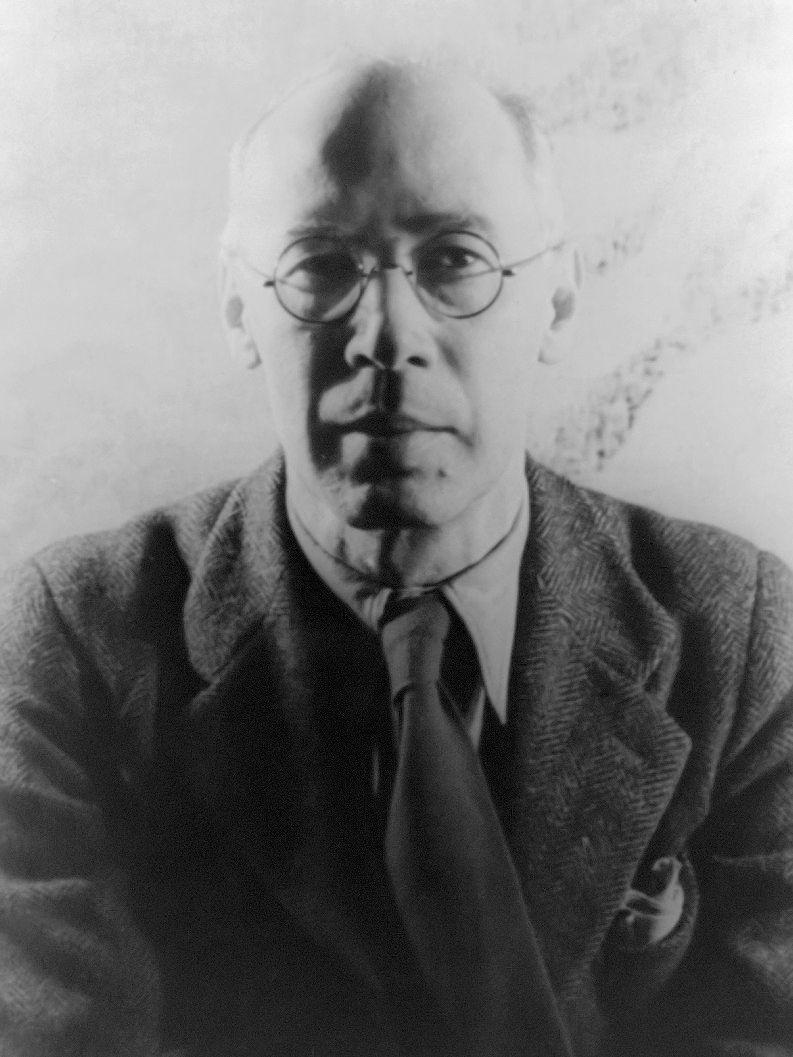
Henry Miller
7 juni

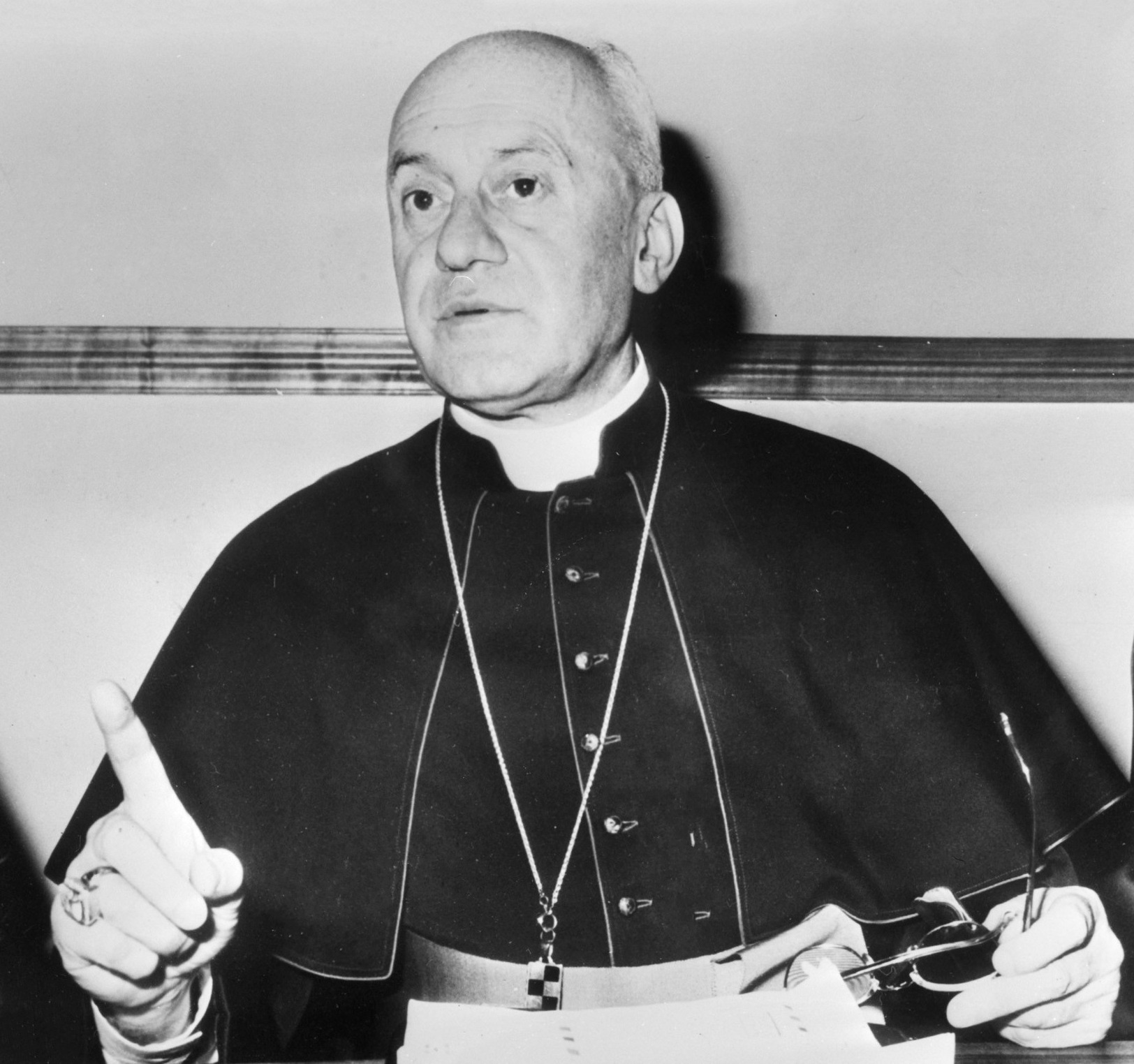
Sergio Pignedoli
15 juni

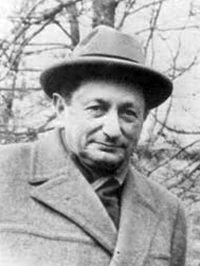
Kazimierz Kuratowski
18 juni

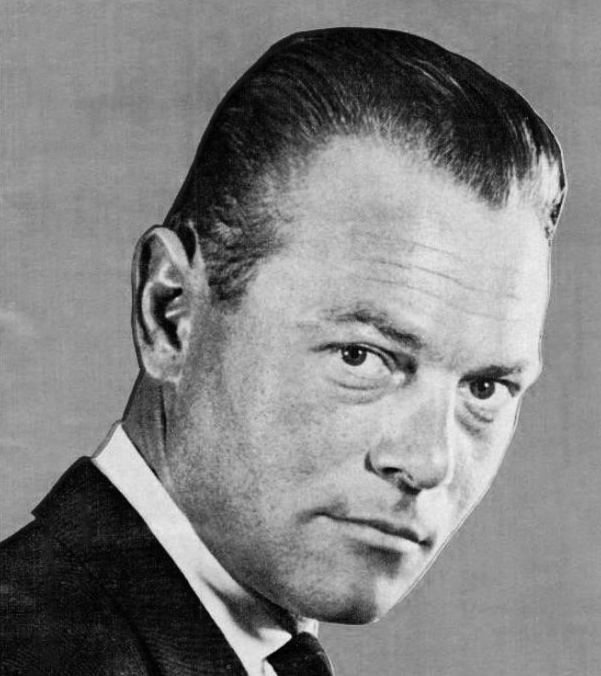
Bert Kaempfert
21 juni

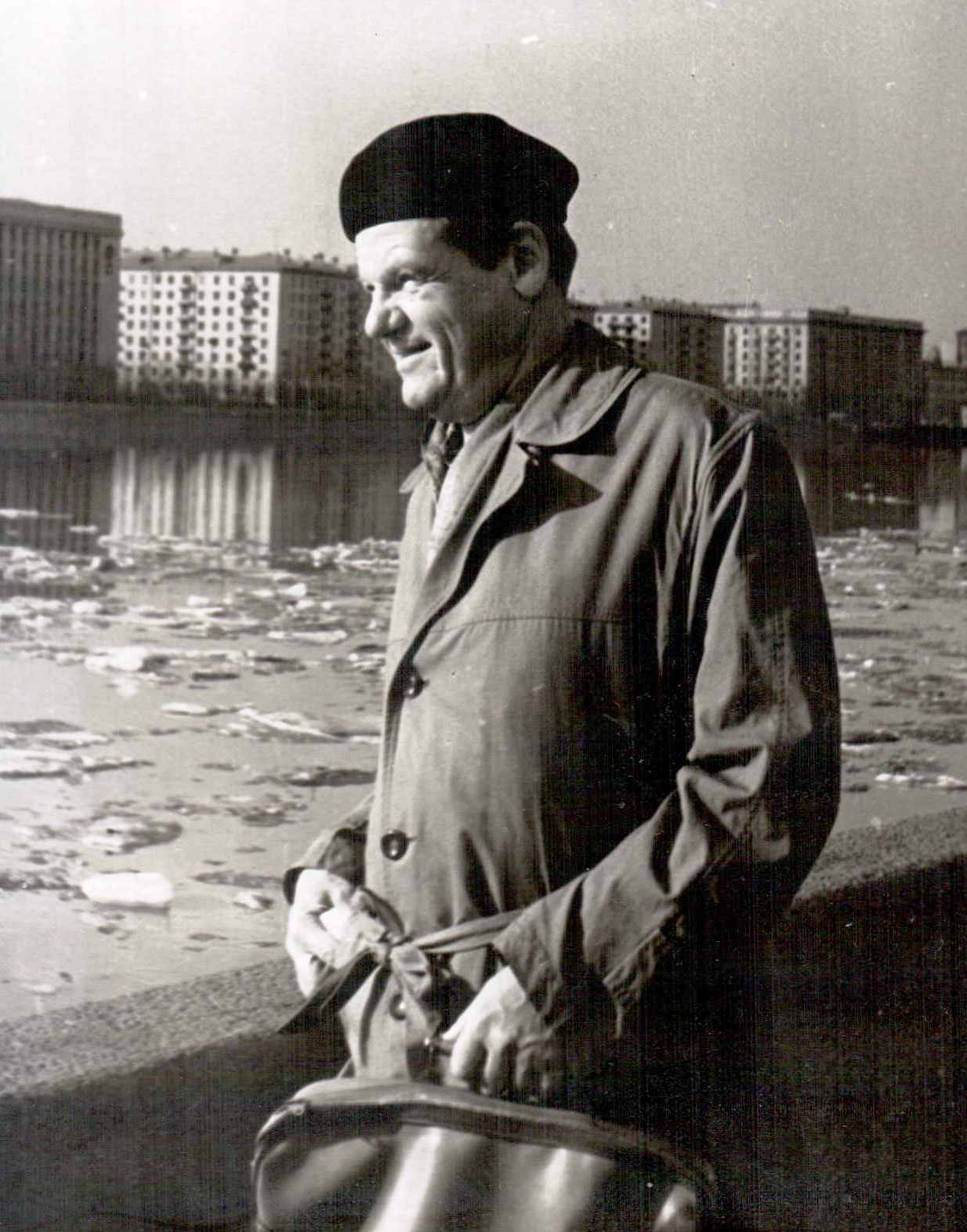
Leonid Martynov
21 juni

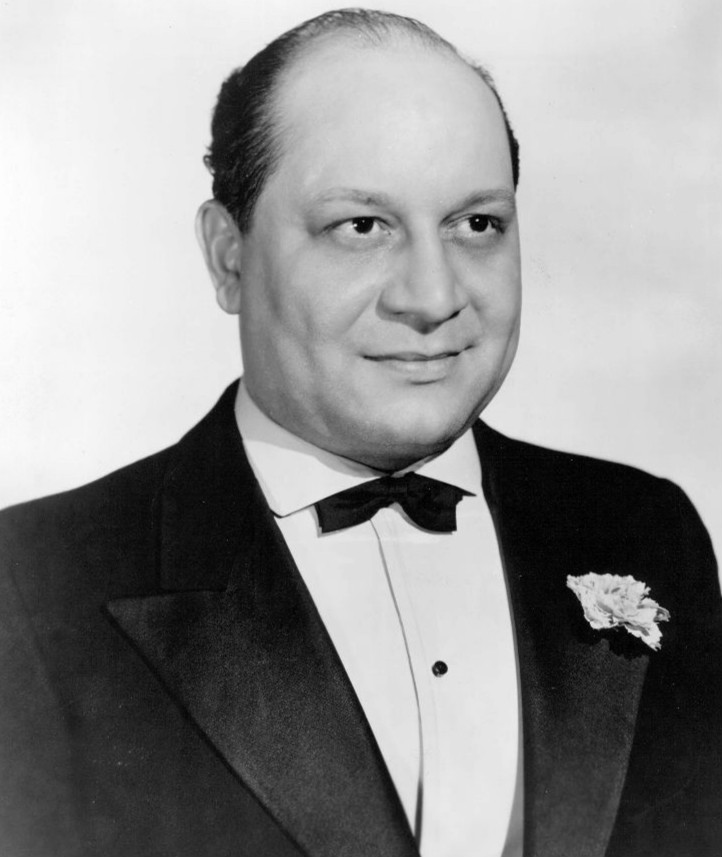
Barney Bigard
27 juni

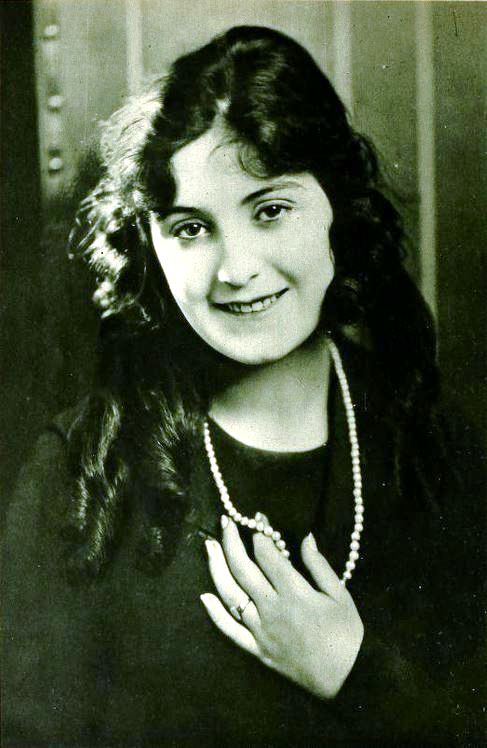
Virginia Brown Faire
30 juni

| 1 | 2 | 3 | 4 | 5 | 6 | 7 | 8 | 9 | 10 | 11 | 12 | 13 | 14 | 15 | 16 | 17 | 18 | 19 | 20 | 21 | 22 | 23 | 24 | 25 | 26 | 27 | 28 | 29 | 30 |
| - | - | - | - | - | - | - | - | - | -- | -- | -- | -- | -- | -- | -- | -- | -- | -- | -- | -- | -- | -- | -- | -- | -- | -- | -- | -- | -- |

### 1 juni
- Boele Bregman (62), Nederlands kunstenaar

### 2 juni
- Vasja Pirc (72), Sloveens schaker

### 5 juni
- Antoine Delfosse (84), Belgisch politicus
- Jean Tarride (79), Frans filmregisseur en acteur

### 6 juni
- Ruth Aarons (61), Amerikaans tafeltennisspeelster
- Jan Laenen (87), Belgisch politicus
- William Francis Kynaston Thompson (70), Brits militair

### 7 juni
- Philip Guston (66), Amerikaans kunstschilder en tekenaar
- Henry Miller (88), Amerikaans schrijver

### 8 juni
- Guus Albregts (79), Nederlands politicus
- Ernst Busch (80), Duitse zanger, acteur en regisseur

### 9 juni
- Leonhard Huizinga (73), Nederlands schrijver

### 11 juni
- Ruth Aarons (70), Amerikaans tafeltennisspeelster
- Arie Pieter Minderhoud (78), Nederlands bestuurder

### 12 juni
- Egon Pearson (84), Brits statisticus

### 13 juni
- Frederik Koopman (92), Nederlands roeier
- Walter Rodney (38), Guyaans activist en historicus

### 15 juni
- Sergio Pignedoli (70), Italiaans geestelijke

### 17 juni
- Eduard Büchsel (63), Duits organist
- Lazaro Francisco (82), Filipijns schrijver
- Robert Jacquinot (86), Frans wielrenner

### 18 juni
- Kazimierz Kuratowski (84), Pools wiskundige
- André Leducq (76), Frans wielrenner
- Allert Warners (66), Nederlands architect

### 19 juni
- Torcuato Fernández-Miranda (64), Spaans politicus
- Jijé (66), Belgisch striptekenaar

### 20 juni
- William Emanuël Juglall (81), Surinaams politicus
- Allan Pettersson (68), Zweeds componist

### 21 juni
- Geninho (61), Braziliaans voetballer
- Bert Kaempfert (56), Duits componist en orkestleider
- Leonid Martynov (75), Russisch schrijver en dichter

### 22 juni
- Dimitrios Partsalidis (75), Grieks politicus

### 23 juni
- Ite Boerema (77), Nederlands medicus
- John Laurie (83), Brits acteur
- Jan Smeekens (59), Nederlands gewichtheffer
- Clyfford Still (75), Amerikaans kunstschilder

### 24 juni
- Arnaldo da Silveira (85), Braziliaans voetballer

### 25 juni
- Josef Kótay (70), Oostenrijks componist

### 26 juni
- Albert Bogaert (65), Belgisch burgemeester
- Ignatius Jacob III (67), patriarch van Antiochië
- Hub Sieben (65), Nederlands burgemeester

### 27 juni
- Barney Bigard (74), Amerikaans jazzmusicus

### 30 juni
- Virginia Brown Faire (76), Amerikaans actrice
- Walter Zimmermann (88), Duits botanicus

## Juli

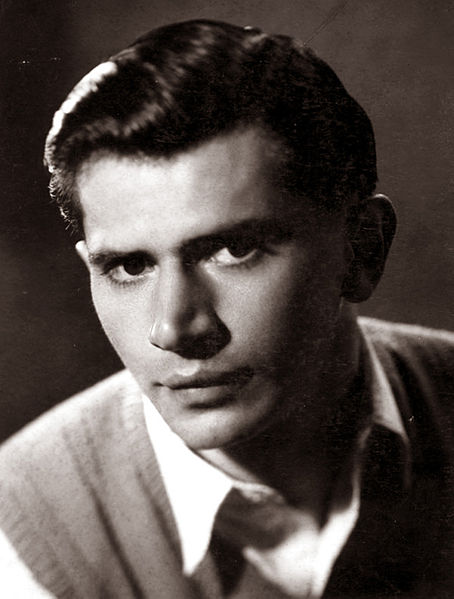
Johannes Meintjes
7 juli

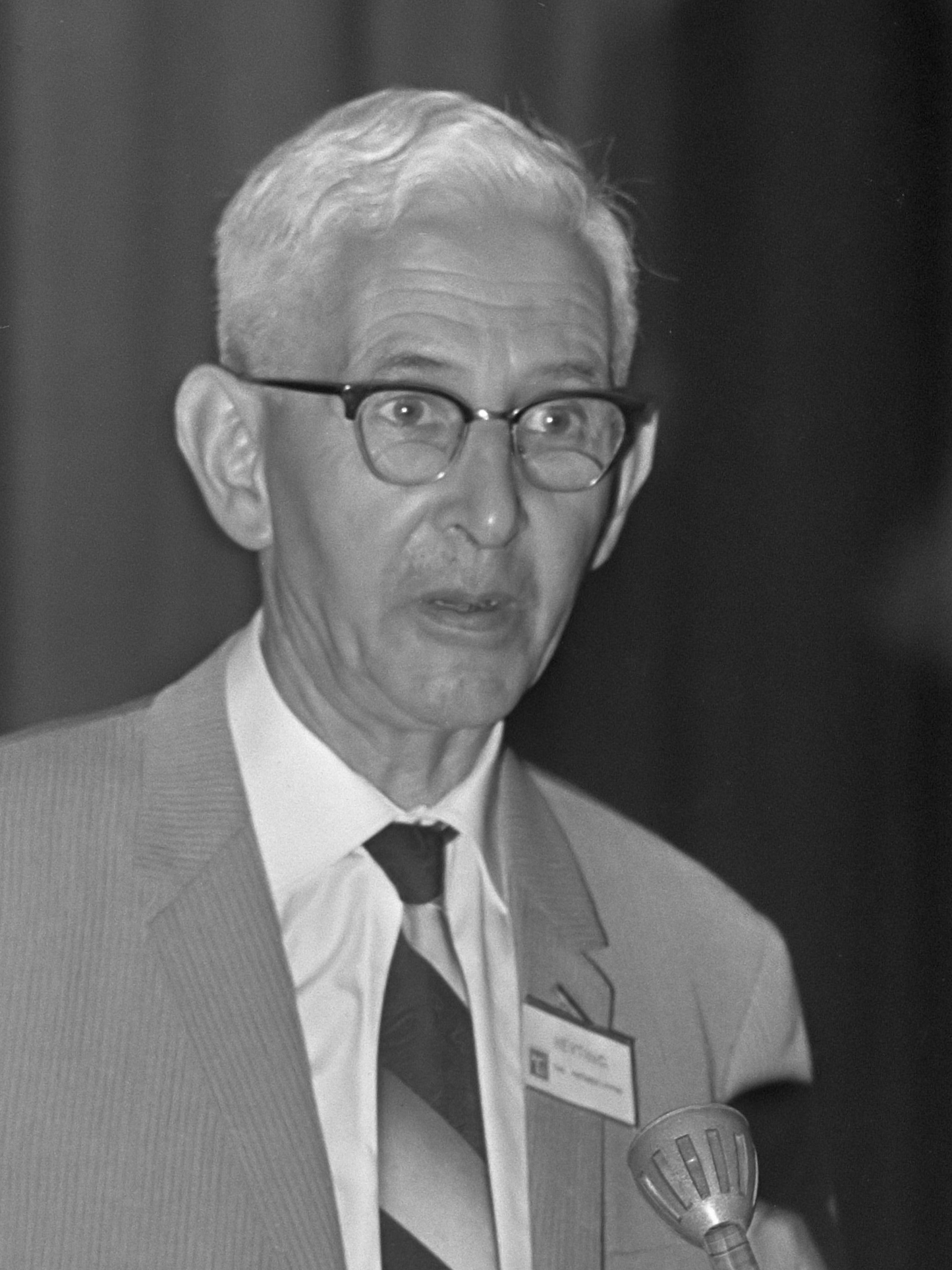
Arend Heyting
9 juli

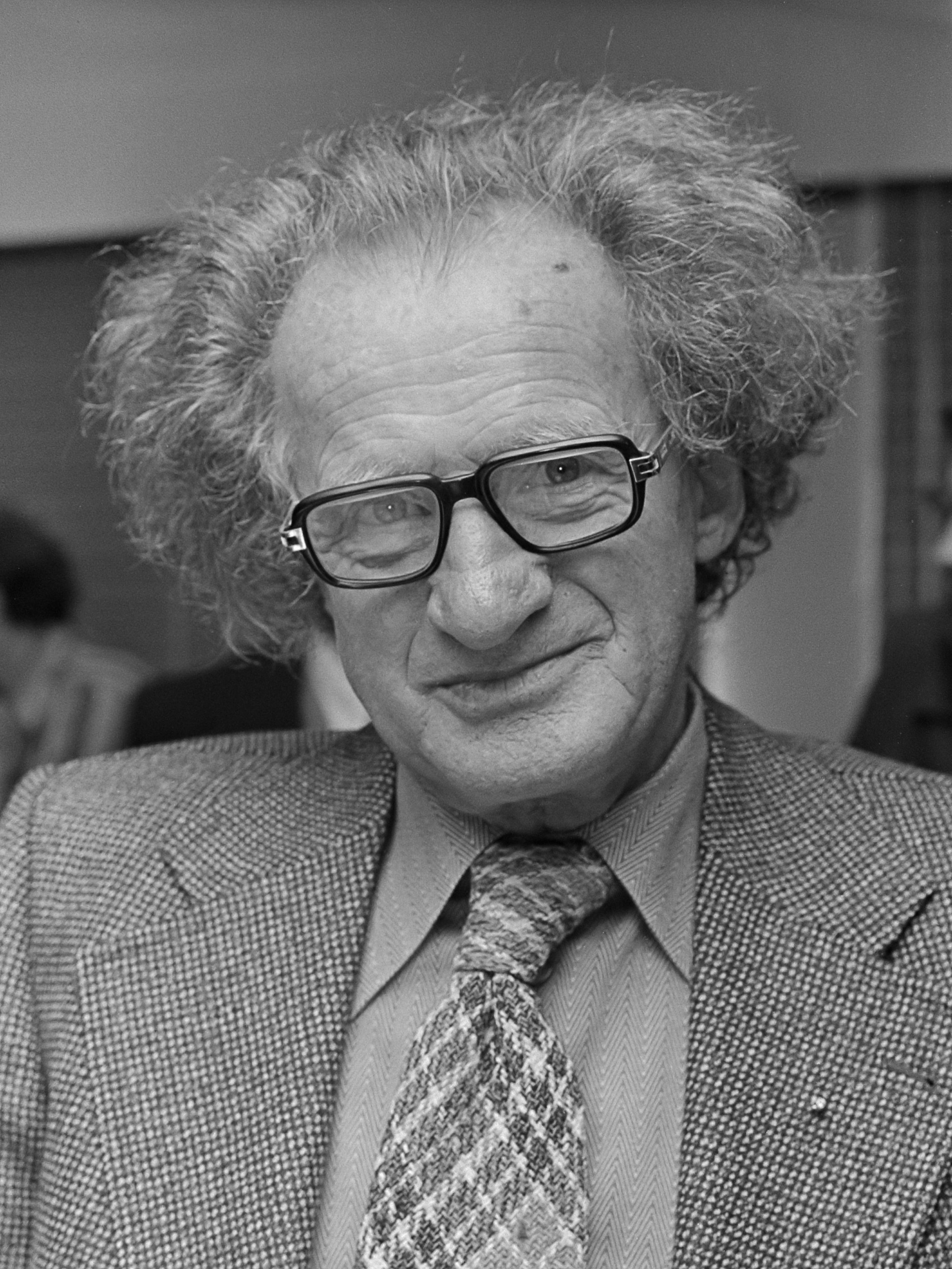
Gerard Croiset
20 juli

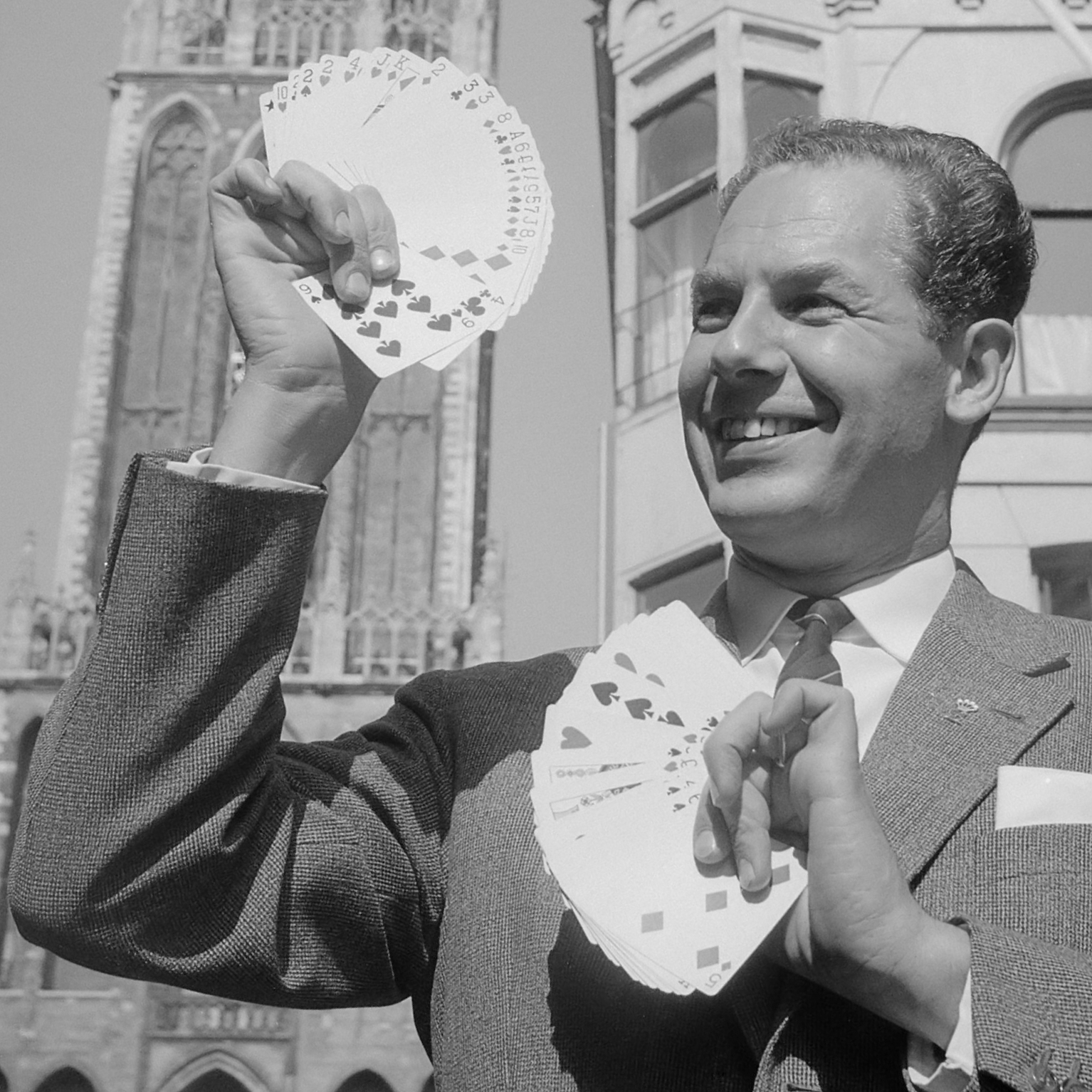
Fred Kaps
23 juli

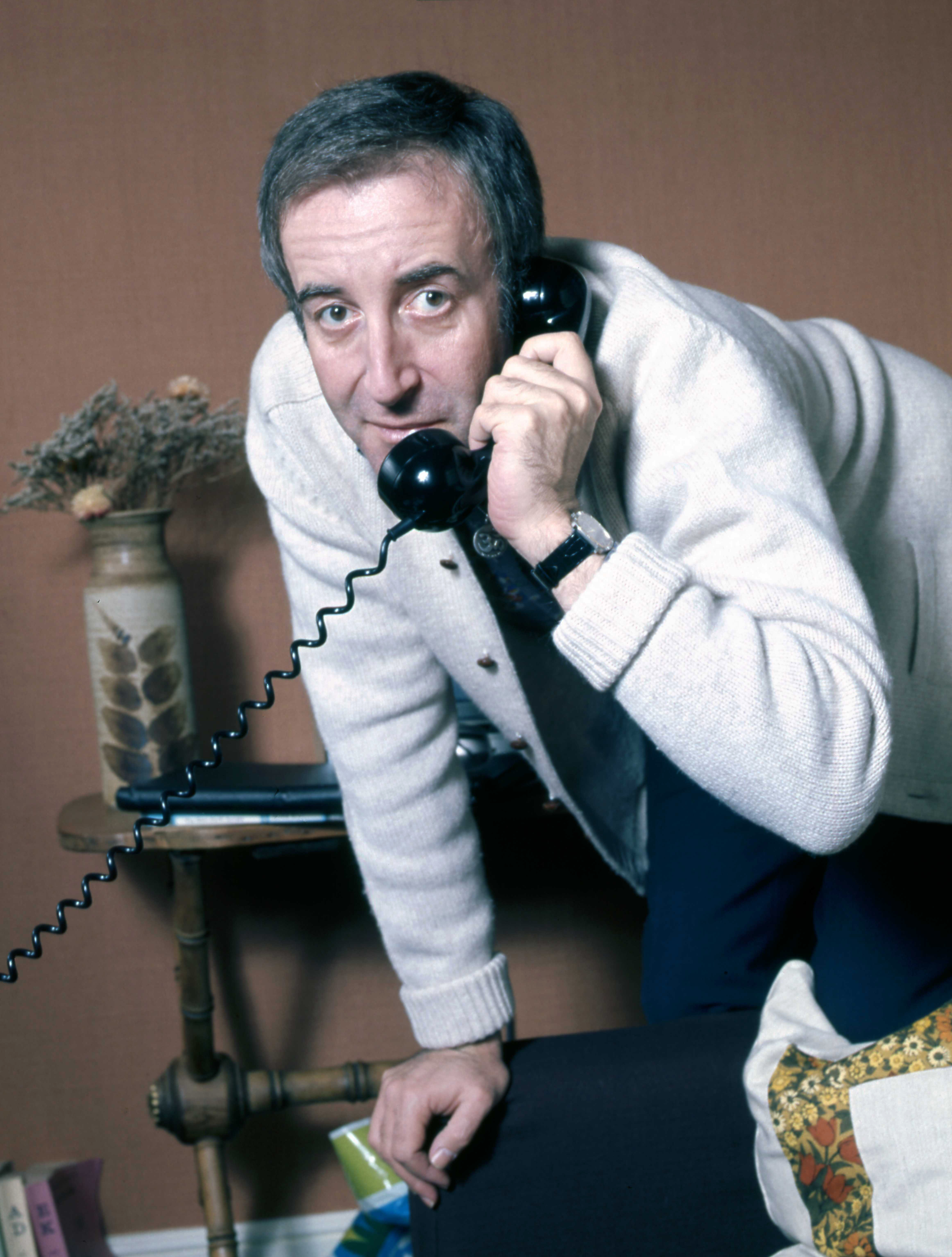
Peter Sellers
24 juli

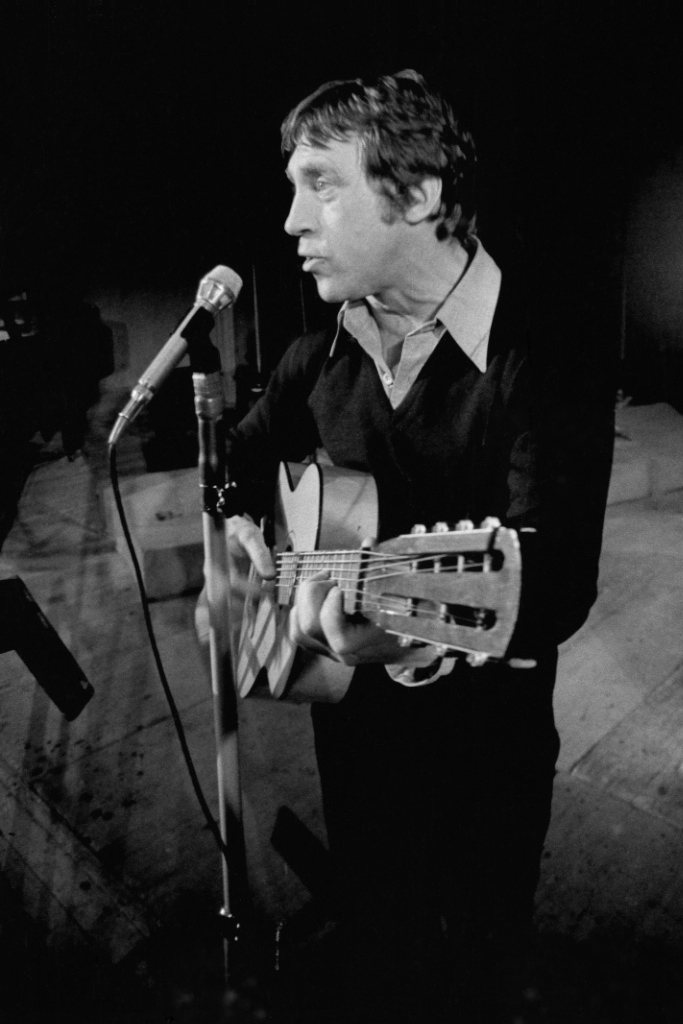
Vladimir Vysotski
25 juli

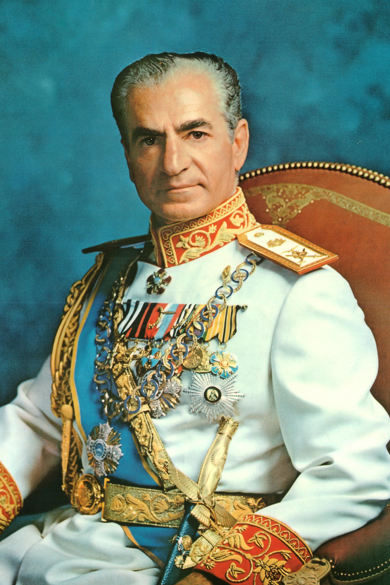
Mohammad Reza Pahlavi
27 juli

| 1 | 2 | 3 | 4 | 5 | 6 | 7 | 8 | 9 | 10 | 11 | 12 | 13 | 14 | 15 | 16 | 17 | 18 | 19 | 20 | 21 | 22 | 23 | 24 | 25 | 26 | 27 | 28 | 29 | 30 | 31 |
| - | - | - | - | - | - | - | - | - | -- | -- | -- | -- | -- | -- | -- | -- | -- | -- | -- | -- | -- | -- | -- | -- | -- | -- | -- | -- | -- | -- |

### 1 juli
- Walter Bresseleers (52), Belgisch architect
- C.P. Snow (74), Brits politicus en schrijver

### 2 juli
- Tonnie Foletta (75), Nederlands acteur
- Marinus Vooren (91), Nederlands militair

### 4 juli
- Gregory Bateson (76), Brits antropoloog en taalkundige
- Maurice Grevisse (84), Belgisch taalkundige

### 5 juli
- Archibald James Potter (61), Iers componist

### 7 juli
- Johannes Meintjes (57), Zuid-Afrikaanse kunstschilder en schrijver

### 9 juli
- Gaston Hercot (66), Belgisch politicus
- Arend Heyting (82), Nederlands wiskundige
- Vinicius de Moraes (66), Braziliaans dichter en componist

### 10 juli
- Jozef Nachtergaele (51), Belgisch componist

### 12 juli
- Pieter Biesiot (90), Nederlands beeldhouwer
- Arsène Mersch (66), Luxemburgs wielrenner

### 13 juli
- Seretse Khama (59), president van Botswana

### 14 juli
- René De Cooman (86), Belgisch politicus
- Cornelis van der Waal (61), Nederlands theoloog

### 15 juli
- Henri Martelli (85), Frans componist
- Ben Selvin (82), Amerikaans bandleider

### 18 juli
- Pierre Falize (53), Belgisch politicus
- Ger Sligte (65), Nederlandse illustrator, kunstschilder en boekbandontwerper

### 19 juli
- Hans Morgenthau (76), Amerikaans politicoloog

### 20 juli
- Piet Bouman (87), Nederlands voetballer
- Gerard Croiset (71), Nederlands paragnost
- Lado Goediasjvili (84), Georgisch kunstschilder

### 21 juli
- Rostislav Petera (70), Tsjecho-Slowaaks politicus

### 23 juli
- Jean Discry (82), Belgisch politicus
- Keith Godchaux (32), Amerikaans pianist
- Fred Kaps (54), Nederlands goochelaar
- Olivia Manning (72), Brits schrijfster

### 24 juli
- Peter Sellers (54), Brits acteur

### 25 juli
- Vladimir Vysotski (42), Russisch zanger, acteur en dichter

### 26 juli
- Adrien van den Branden de Reeth (81), Belgisch politicus
- François Louis Ganshof (85), Belgisch historicus
- Allen Hoskins (59), Amerikaans acteur

### 27 juli
- Mohammad Reza Pahlavi (60), sjah van Iran
- Gerard van Walsum (80), Nederlands politicus

### 28 juli
- Dimo Kazasov (93), Bulgaars politicus
- Haydée Santamaría (57), Cubaanse revolutiestrijdster

### 29 juli
- Joop van der Heide (63), Nederlands voetballer

### 30 juli
- Norman Lloyd (70), Amerikaans componist
- Elli Schmidt (71), Oost-Duits politica

### 31 juli
- Pascual Jordan (78), Duits natuurkundige
- Mohammed Rafi (55), Indiaas zanger

## Augustus

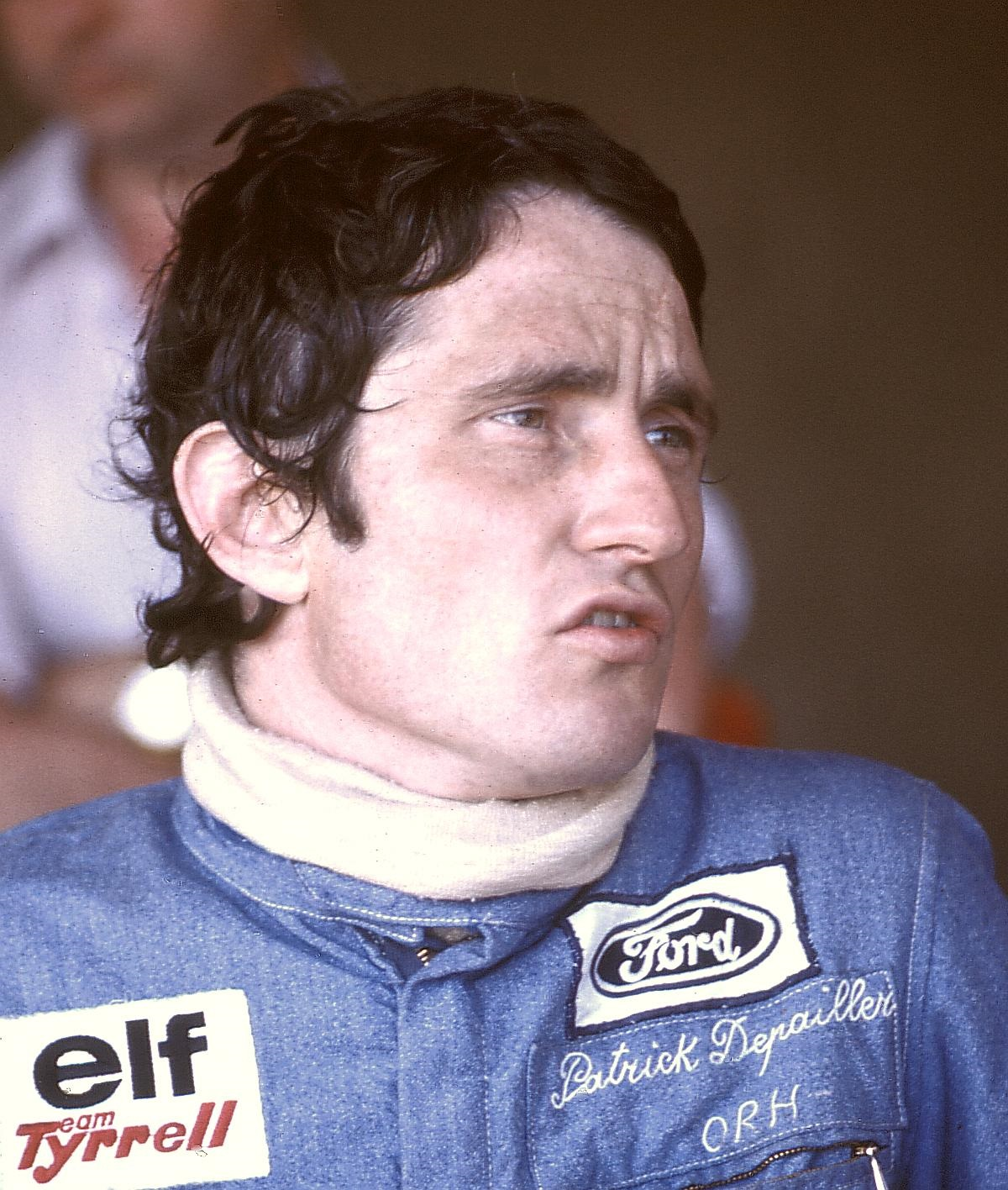
Patrick Depailler
1 augustus

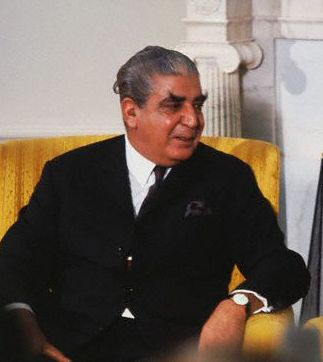
Yahya Khan
10 augustus

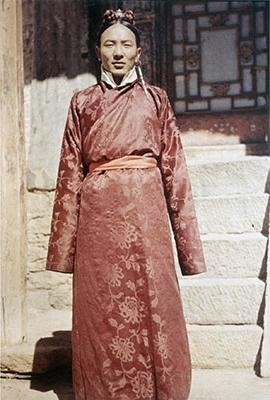
Langdün Künga Wangchug
13 augustus

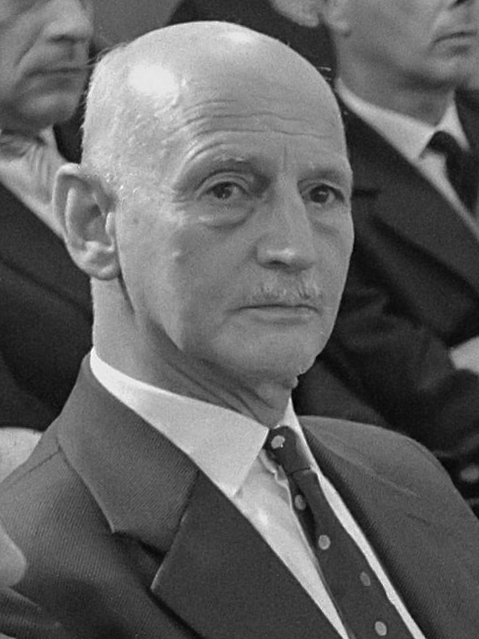
Otto Frank
19 augustus

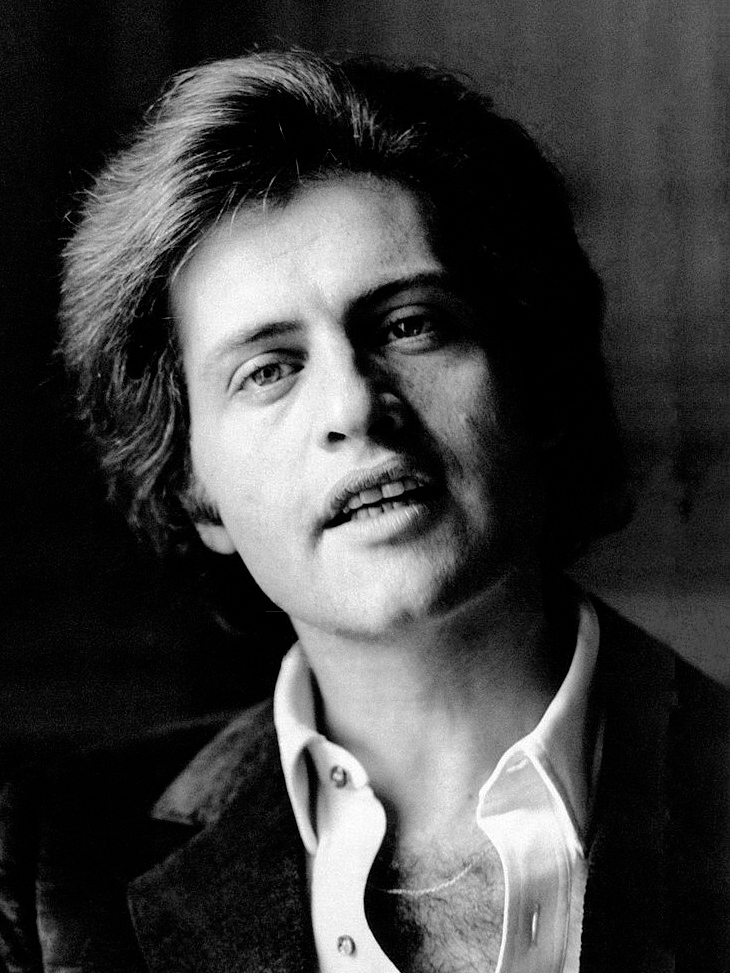
Joe Dassin
20 augustus

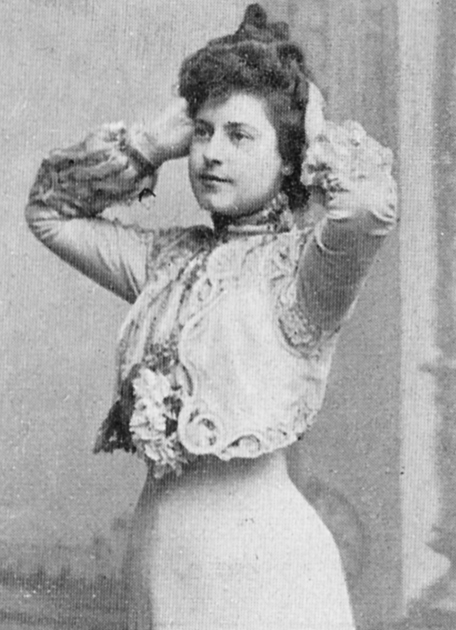
Rosa Albach-Retty
26 augustus

| 1 | 2 | 3 | 4 | 5 | 6 | 7 | 8 | 9 | 10 | 11 | 12 | 13 | 14 | 15 | 16 | 17 | 18 | 19 | 20 | 21 | 22 | 23 | 24 | 25 | 26 | 27 | 28 | 29 | 30 | 31 |
| - | - | - | - | - | - | - | - | - | -- | -- | -- | -- | -- | -- | -- | -- | -- | -- | -- | -- | -- | -- | -- | -- | -- | -- | -- | -- | -- | -- |

### 1 augustus
- Patrick Depailler (35), Frans autocoureur

### 3 augustus
- Dionýz Ilkovič (73), Slowaaks fysisch scheikundige

### 4 augustus
- Joseph Ashbrook (62), Amerikaans astronoom
- Vicente de la Mata (62), Argentijns voetballer

### 5 augustus
- Harmen de Vos (84), Nederlands wijsgeer en theoloog

### 6 augustus
- Marino Marini (79), Italiaans beeldhouwer
- Charles Urbanus sr. (66), Nederlands honkballer

### 7 augustus
- Joop van Veldhoven (70), Nederlands verzetsstrijder

### 9 augustus
- Jacqueline Cochran (74), Amerikaans vliegenierster en onderneemster

### 10 augustus
- Peter Fick (67), Amerikaans zwemmer
- Yahya Khan (63), president van Pakistan
- Jacob Muller (91), Nederlands componist
- Karel Verschuere (55), Belgisch stripauteur

### 11 augustus
- Russo (65), Russisch-Braziliaans voetballer

### 13 augustus
- Langdün Künga Wangchug (64), Tibetaans politicus

### 14 augustus
- Dorothy Stratten (20), Amerikaans model
- Zezinho (50), Braziliaanse voetballer

### 15 augustus
- William Hood Simpson (92), Amerikaans militair leider

### 19 augustus
- Otto Frank (91), Duits-Nederlands Holocaustoverlevende

### 20 augustus
- Joe Dassin (41), Frans zanger
- Wolfgang Gröbner (81), Oostenrijks wiskundige

### 21 augustus
- Jozef Hoemaeker (69), Belgisch kunstschilder
- Pierre Stroobants (56), Belgisch politicus

### 22 augustus
- Colin Gordon (72), Guyaans atleet

### 23 augustus
- Gerhard Hanappi (51), Oostenrijks voetballer en architect

### 24 augustus
- Yootha Joyce (53), Brits actrice

### 26 augustus
- Rosa Albach-Retty (105), Oostenrijks actrice
- Tex Avery (72), Amerikaans animator
- Jimmy Forrest (60), Amerikaans jazzsaxofonist
- Jan Wit (66), Nederlands predikant, dichter en tekstschrijver

### 27 augustus
- Gene Kardos (81), Amerikaanse violist en bigbandleider

### 29 augustus
- Louis Darquier de Pellepoix (82), Frans politicus en collaborateur

### 31 augustus
- Marcel Décarpentrie (78), Belgisch politicus

## September

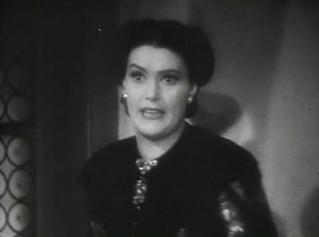
Barbara O'Neil
1 september

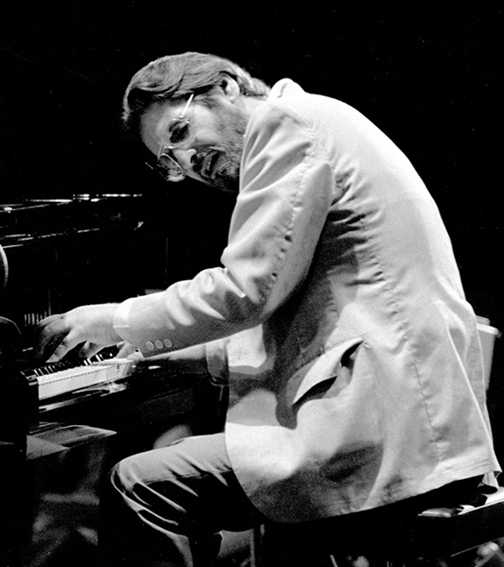
Bill Evans
15 september

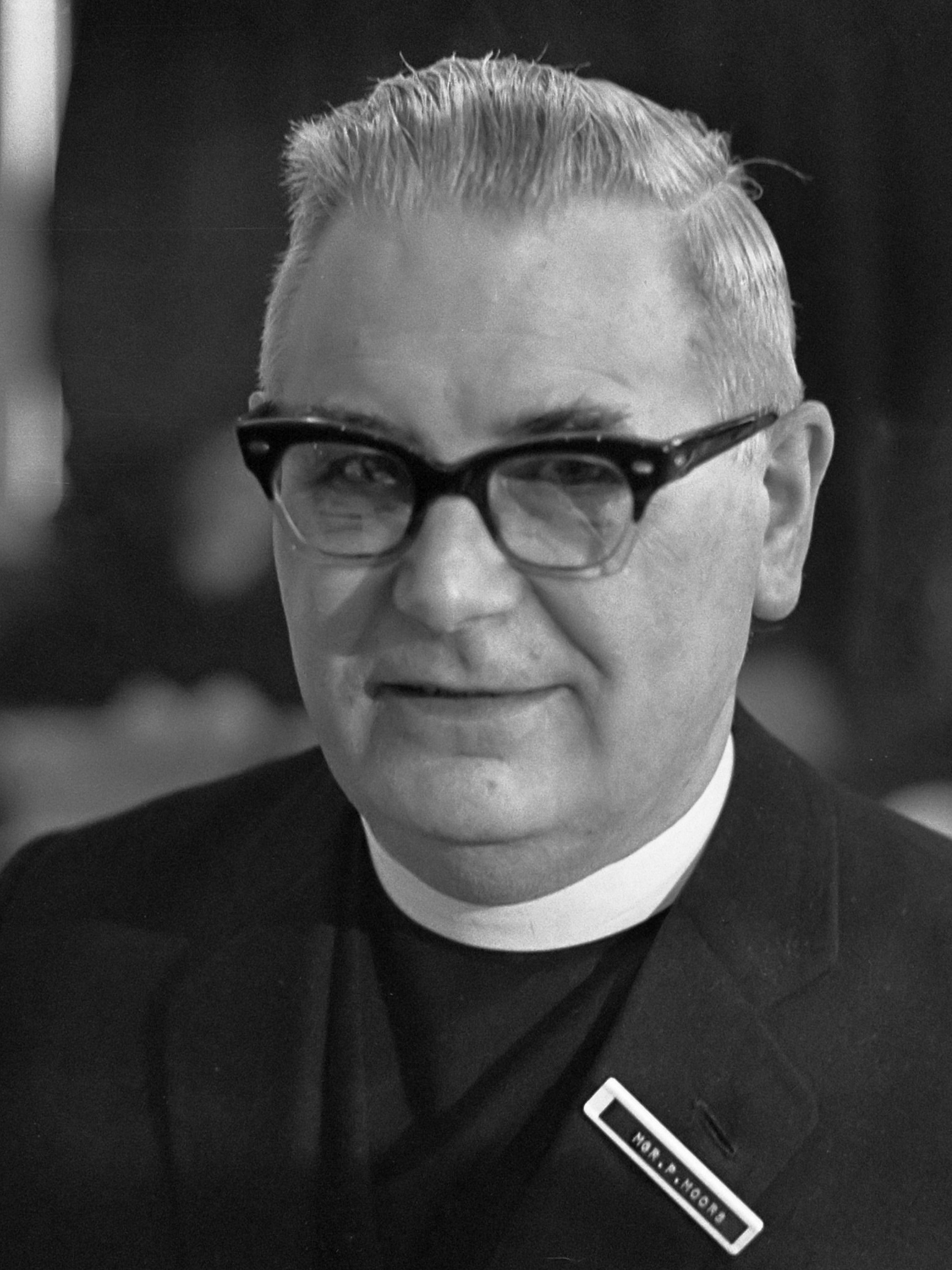
Petrus Moors
16 september

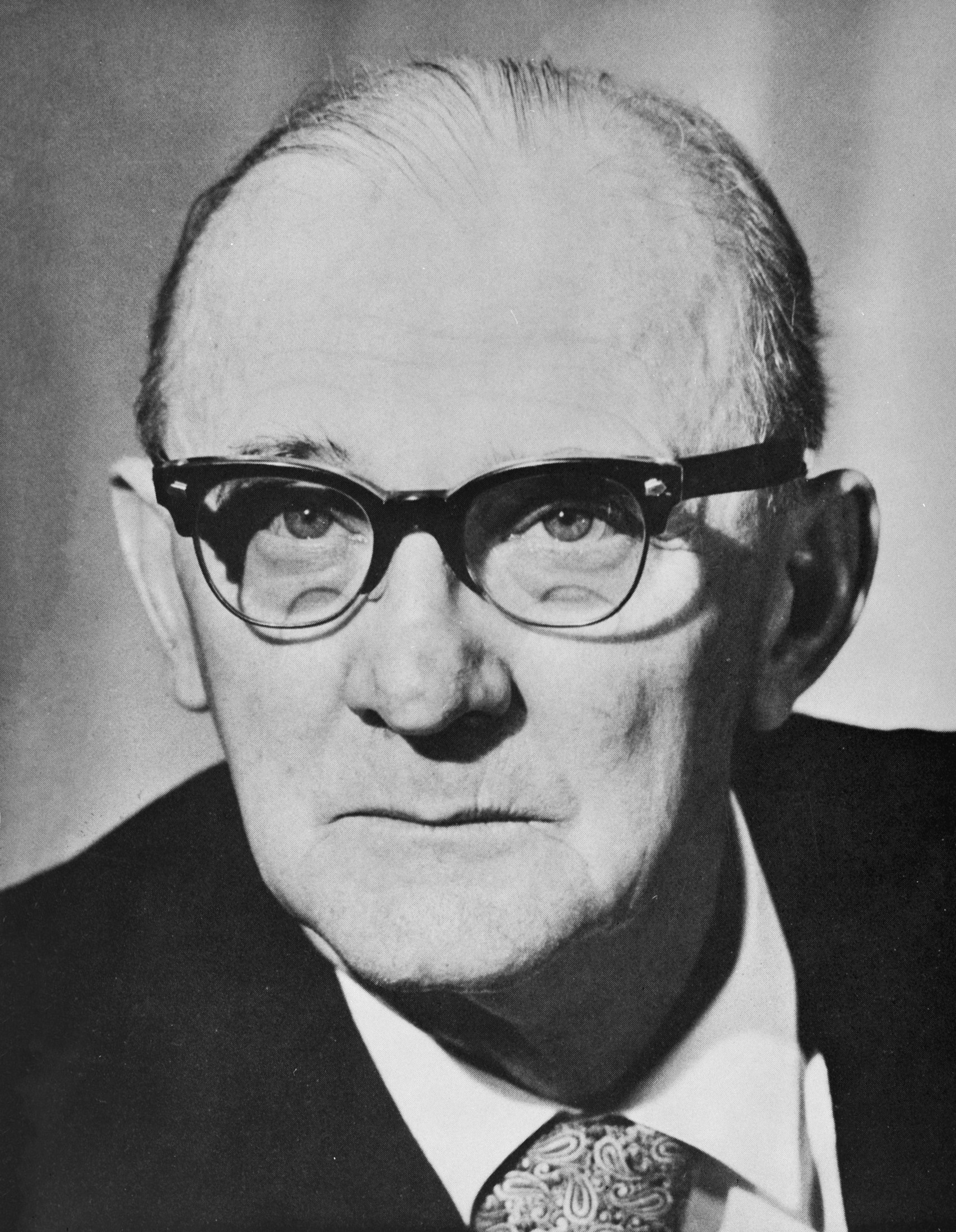
Jacobus Johannes Fouché
23 september

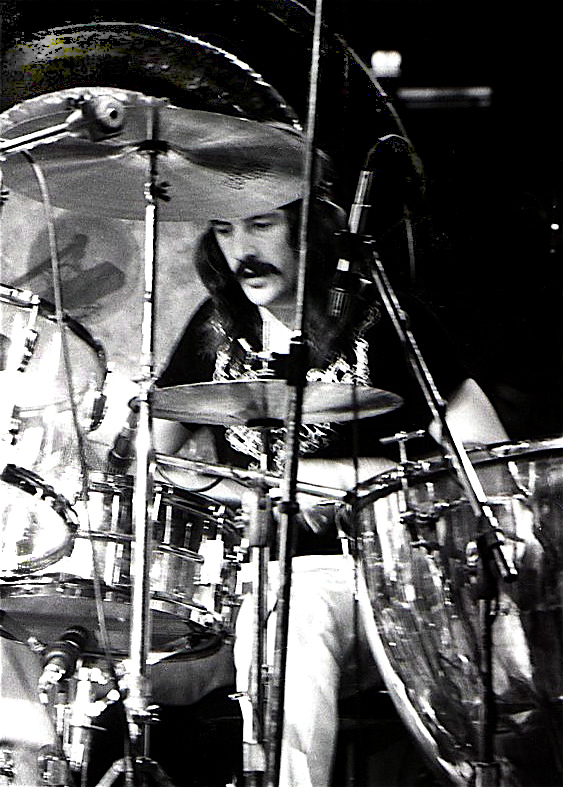
John Bonham
25 september

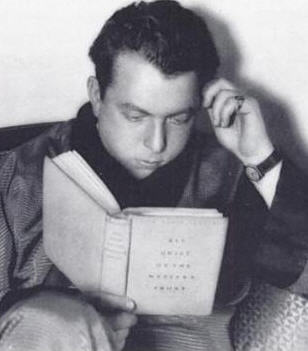
Lewis Milestone
25 september

| 1 | 2 | 3 | 4 | 5 | 6 | 7 | 8 | 9 | 10 | 11 | 12 | 13 | 14 | 15 | 16 | 17 | 18 | 19 | 20 | 21 | 22 | 23 | 24 | 25 | 26 | 27 | 28 | 29 | 30 |
| - | - | - | - | - | - | - | - | - | -- | -- | -- | -- | -- | -- | -- | -- | -- | -- | -- | -- | -- | -- | -- | -- | -- | -- | -- | -- | -- |

### 3 september
- Barbara O'Neil (70), Amerikaans actrice

### 4 september
- Walter Kaufmann (59),  Duits-Amerikaans filosoof
- Gustave Marie Verspyck (83), Nederlands bestuurder

### 8 september
- Willard Libby (71), Amerikaans chemicus

### 10 september
- Friedrich Hossbach (85), Duits militair leider

### 11 september
- Jules Herbage (61), Belgisch politicus

### 12 september
- Gerard van Krevelen (71), Nederlands componist
- Dušan Matić (82), Joegoslavisch dichter

### 14 september
- José María Gil-Robles y Quiñones de León (81), Spaans politicus
- Ben Walrecht (69), Nederlands kunstschilder

### 15 september
- Bill Evans (51), Amerikaans pianist

### 16 september
- Petrus Moors (74), Nederlands bisschop
- Jean Piaget (84), Zwitsers psycholoog

### 17 september
- Anastasio Somoza Debayle (54), president van Nicaragua

### 18 september
- Joseph Baert (79), Belgisch politicus
- Jan van Geen (57), Nederlands voetballer

### 19 september
- Sol Lesser (90), Amerikaans filmproducent

### 20 september
- Frits van Alphen (85), Nederlands kunstenaar
- Josias Braun-Blanquet (96), Zwitsers botanicus

### 21 september
- Valdir Azevedo (57), Braziliaans componist
- Gerhard Julius Wilhelm Gelderman (76), Nederlands militair
- Jan Roelants (72), Belgisch politicus

### 23 september
- Jacobus Johannes Fouché (82), Zuid-Afrikaans politicus

### 25 september
- Richard Baxter (59), Amerikaans rechtsgeleerde
- John Bonham (32), Brits drummer
- Louis Briot (83), Belgisch politicus
- Lewis Milestone (84), Amerikaans filmregisseur
- Marie Under (97), Estisch dichteres
- Wim de Vreng (50), Nederlands zwemmer

### 26 september
- Anne Bowes-Lyon (62), lid Britse adel en Deens koningshuis
- Pieter van der Hoeven (68), Nederlands filosoof, organist, natuur- en wiskundige

### 27 september
- Dietrich von Saucken (88), Duits generaal

### 28 september
- Alfred de Baillet Latour (79), lid Belgische adel

### 30 september
- Peter van Sleeswijk-Holstein-Sonderburg-Glücksburg (58), lid Duitse adel

## Oktober

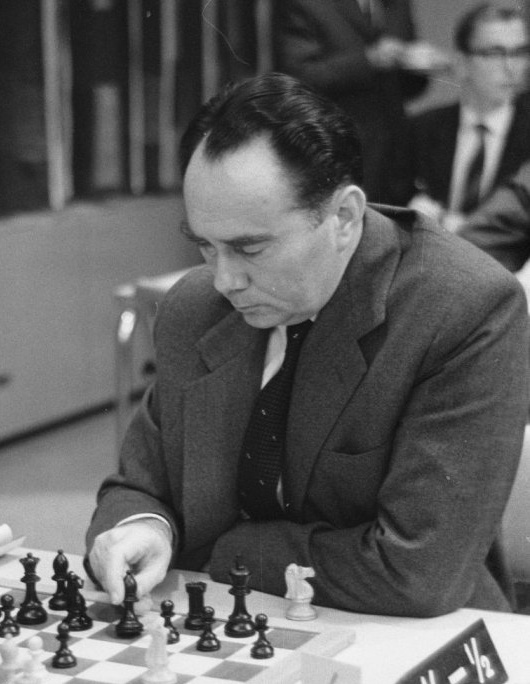
Alberic O'Kelly de Galway
3 oktober

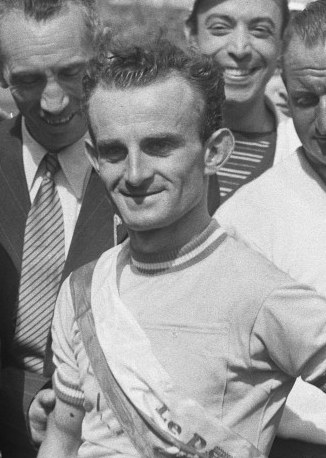
Jean Robic
6 oktober

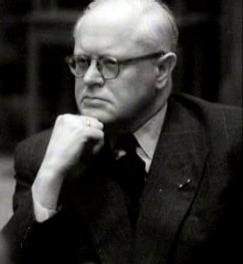
Carl Romme
16 oktober

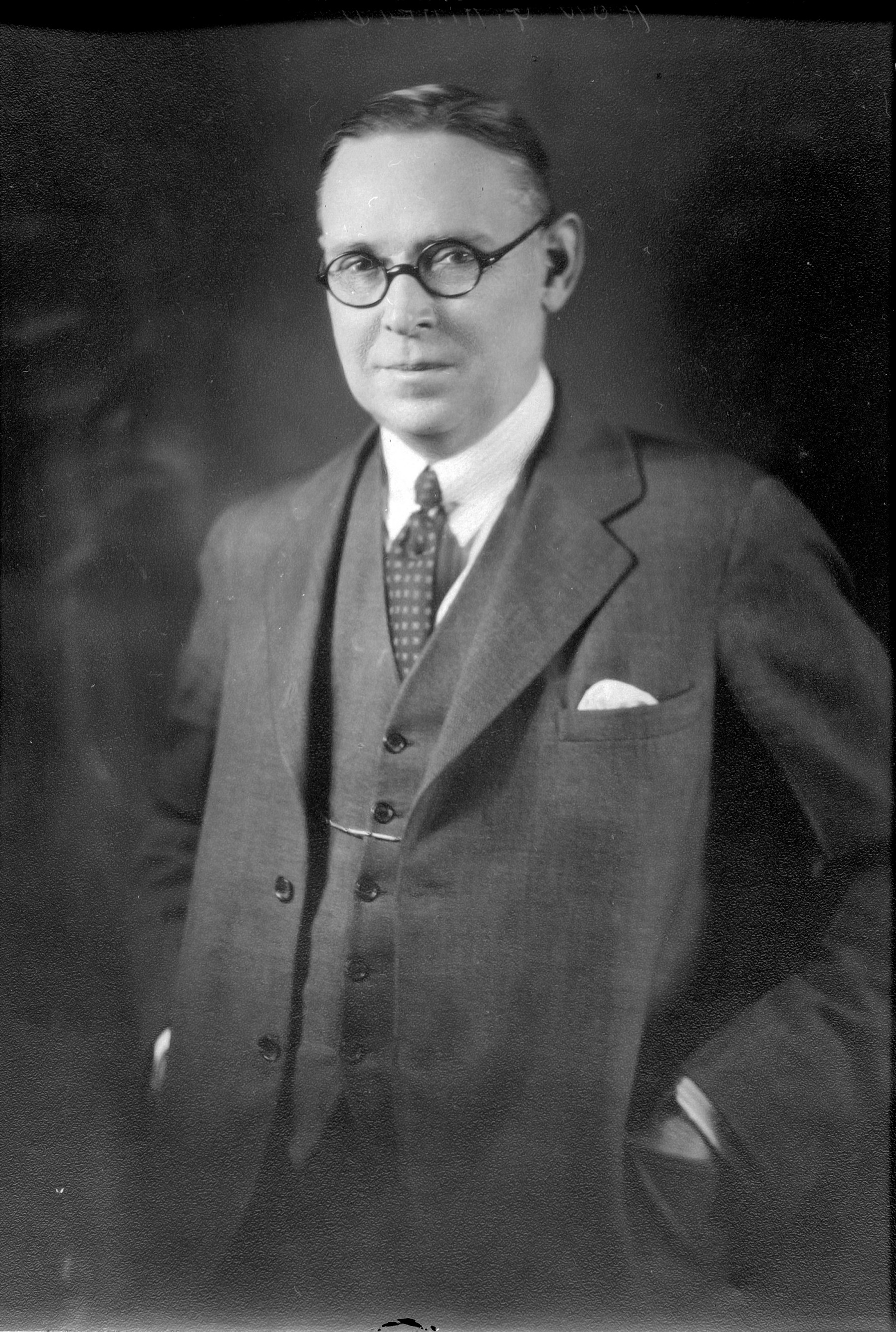
Richard Gavin Reid
17 oktober

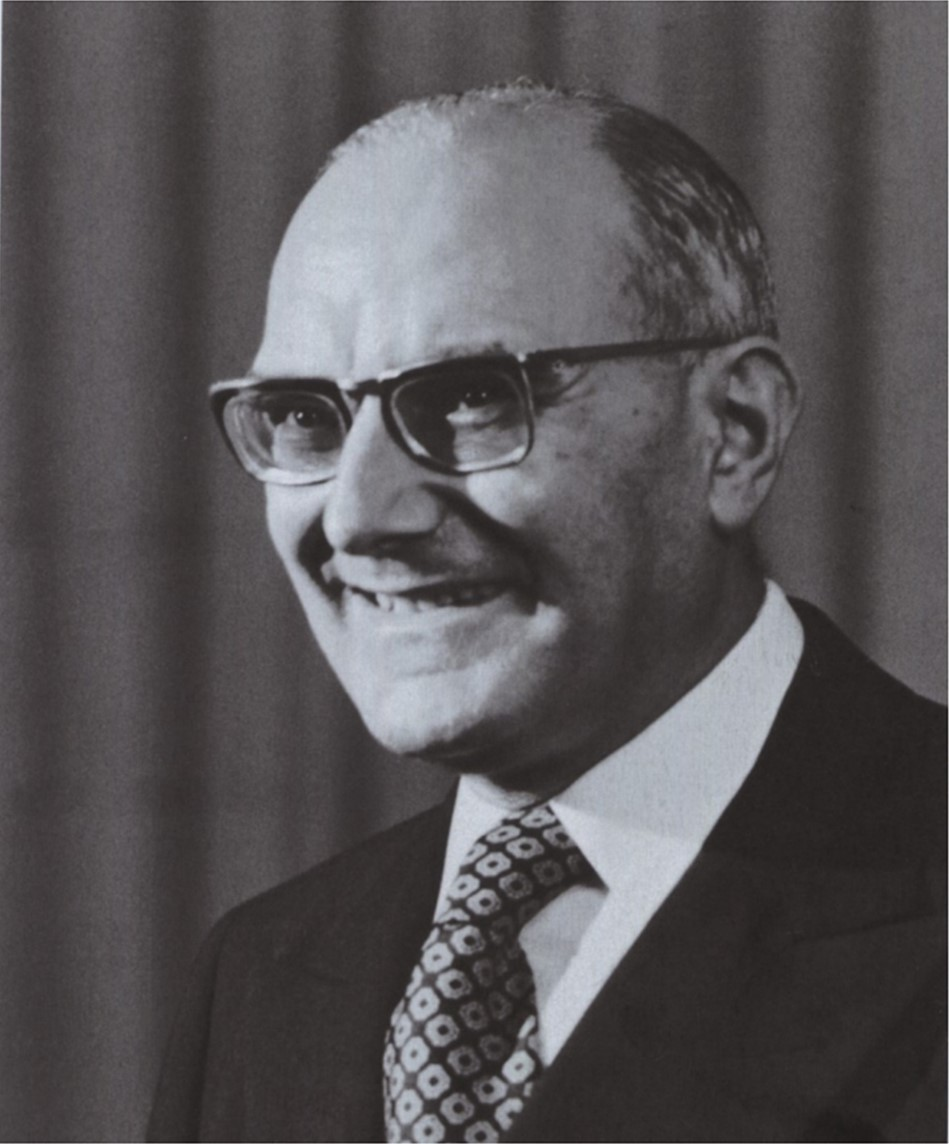
Marcello Caetano
26 oktober

| 1 | 2 | 3 | 4 | 5 | 6 | 7 | 8 | 9 | 10 | 11 | 12 | 13 | 14 | 15 | 16 | 17 | 18 | 19 | 20 | 21 | 22 | 23 | 24 | 25 | 26 | 27 | 28 | 29 | 30 | 31 |
| - | - | - | - | - | - | - | - | - | -- | -- | -- | -- | -- | -- | -- | -- | -- | -- | -- | -- | -- | -- | -- | -- | -- | -- | -- | -- | -- | -- |

### 2 oktober
- Alexandrine van Pruisen (65), lid Pruisische adel
- Louis Daquin (72), Frans filmregisseur

### 3 oktober
- Alberic O'Kelly de Galway (69), Belgisch schaker
- Armand Swartenbroeks (88), Belgisch voetballer
- Gustav Wagner (69), Oostenrijks oorlogsmisdadiger

### 4 oktober
- Ernst Ehlers (70), Duits oorlogsmisdadiger
- Salah Tarazi (62), Syrisch diplomaat en rechter

### 6 oktober
- Jean Robic (59), Frans wielrenner

### 7 oktober
- Jan Cox (61), Belgisch kunstschilder

### 9 oktober
- Leo Glans (69), Surinaams kunstschilder
- Jan den Hoed (48), Nederlands politicus

### 14 oktober
- Oscar Alemán (71), Argentijns jazzgitarist
- Godfried Develter (71), Belgisch politicus

### 15 oktober
- Albert Descamps (64), Belgisch geestelijke en bestuurder
- Peter van Griekenland en Denemarken (71), Grieks prins, antropoloog en tibetoloog

### 16 oktober
- Henri Godin (88), Belgisch atleet
- Luigi Longo (80), Italiaans politicus
- Carl Romme (83), Nederlands politicus
- Willy Schäfer (67), Zwitsers handbalspeler

### 17 oktober
- Richard Gavin Reid (101), Canadees politicus

### 20 oktober
- Stefán Jóhann Stefánsson (86), IJslands politicus
- Robert H. Whittaker (59), Amerikaans ecoloog en taxonoom

### 21 oktober
- Hans Asperger (74), Oostenrijks medicus
- Harry Spoormans (59), Nederlands burgemeester
- Valko Tsjervenkov (80), Bulgaars politicus

### 23 oktober
- Hidde Leegstra (68), Nederlands hockeyspeler en vliegenier

### 24 oktober
- Jacques Besançon (39/40), Nederlands regisseur
- Loes van Overeem (72), Nederlandse vrijwilligster van het Rode Kruis

### 25 oktober
- Virgil Fox (68), Amerikaans organist
- Filips van Hessen-Kassel (83), Duits politicus

### 26 oktober
- Marcello Caetano (74), Portugees politicus

### 27 oktober
- Steve Peregrin Took (31), Brits drummer
- John van Vleck (81), Amerikaans natuurkundige

### 28 oktober
- Ton Elias sr. (59), Nederlands journalist

### 29 oktober
- George Borg Olivier (69), Maltees politicus

### 31 oktober
- Krijn van Dijke (70), Nederlands kunstenaar

## November

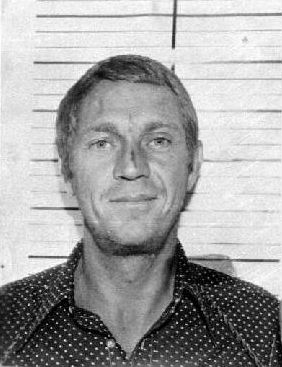
Steve McQueen
7 november

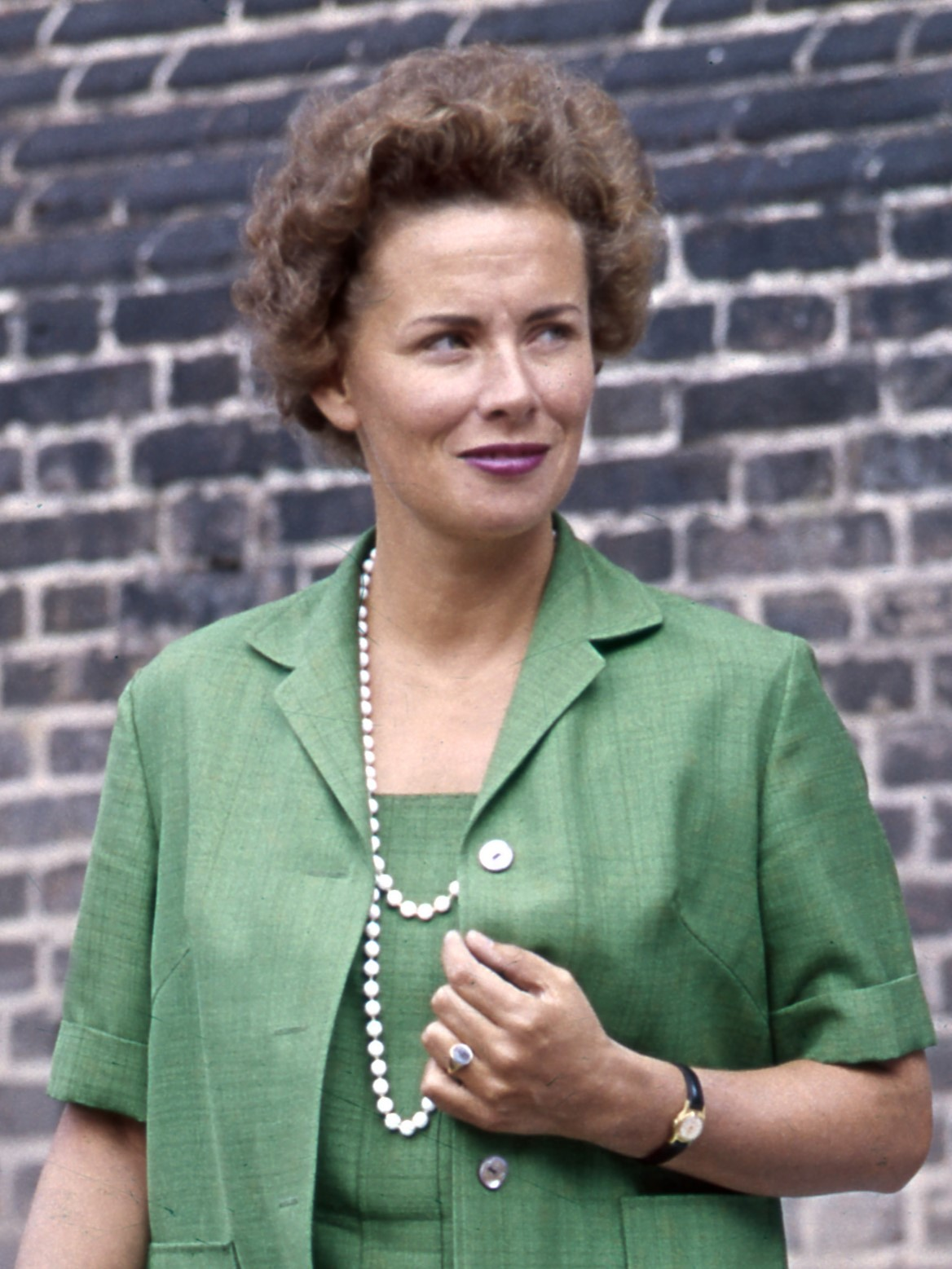
Haya van Someren
12 november

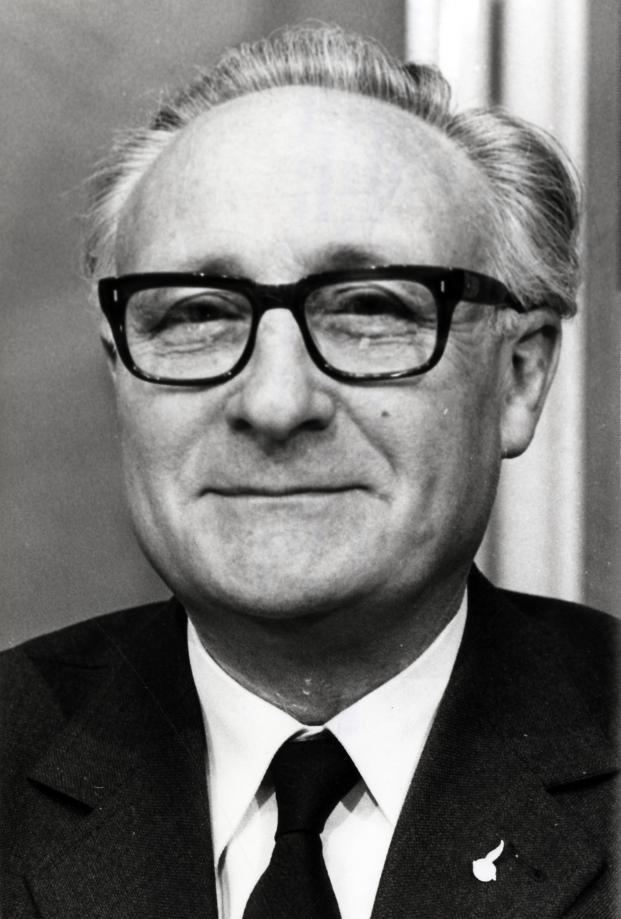
Jan Broeksz
19 november

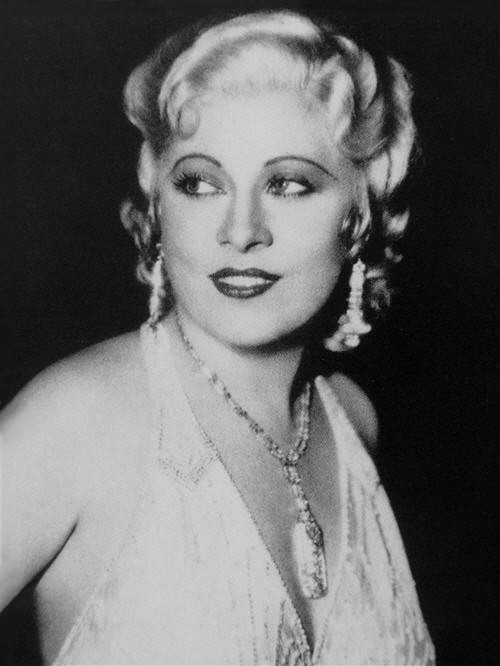
Mae West
22 november

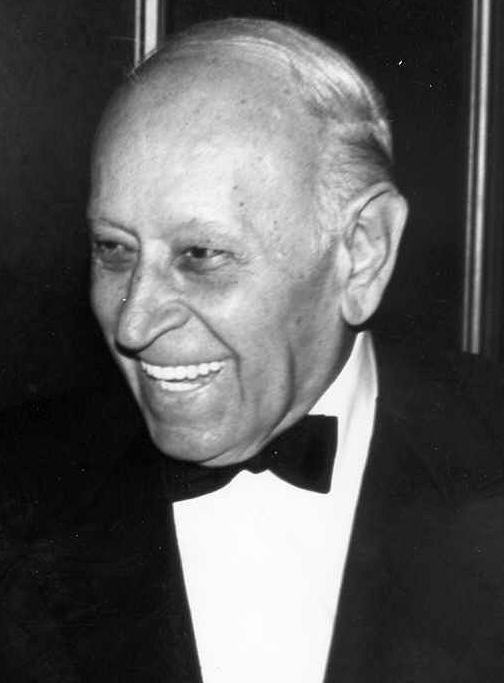
George Raft
24 november

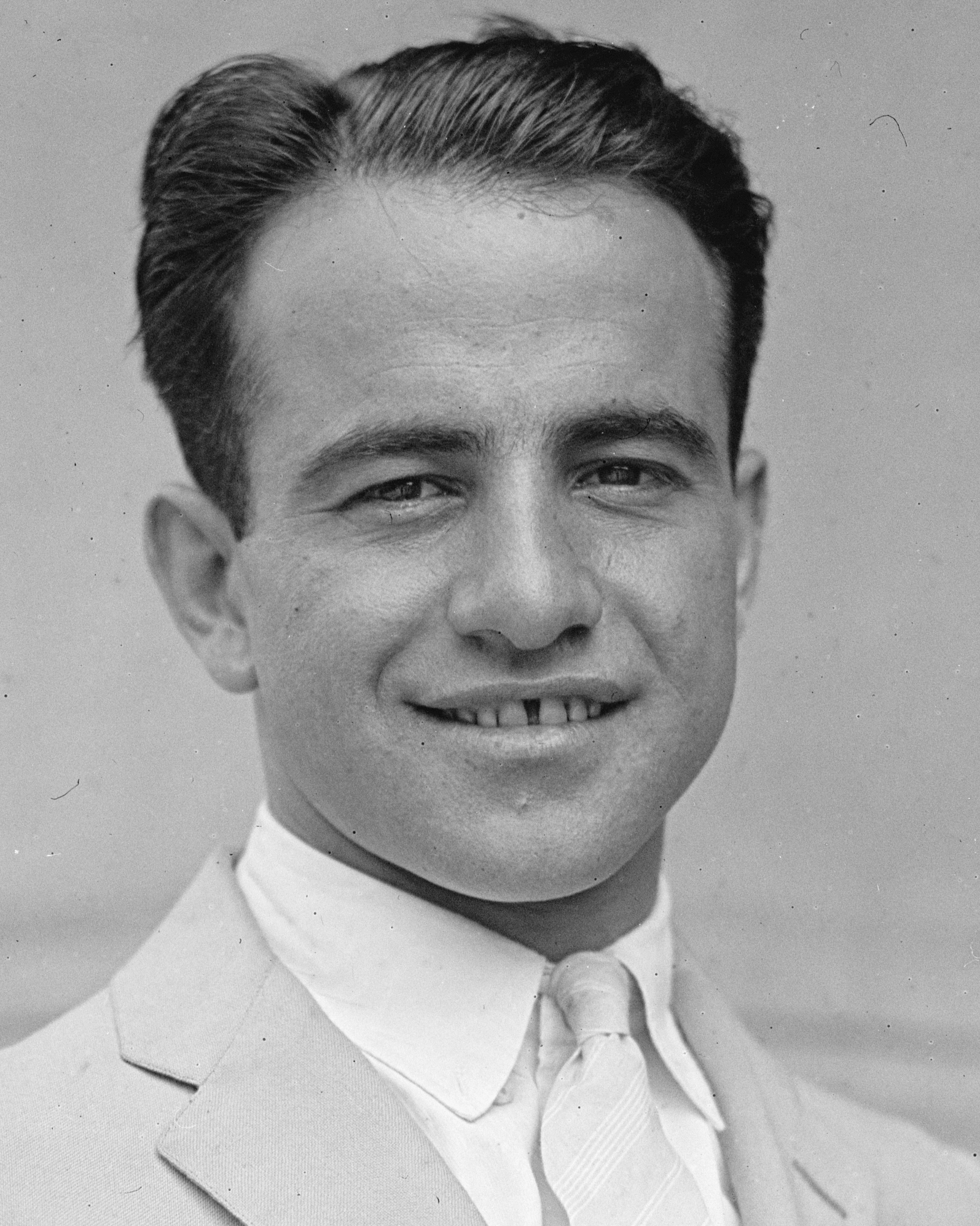
Pete DePaolo
26 november

| 1 | 2 | 3 | 4 | 5 | 6 | 7 | 8 | 9 | 10 | 11 | 12 | 13 | 14 | 15 | 16 | 17 | 18 | 19 | 20 | 21 | 22 | 23 | 24 | 25 | 26 | 27 | 28 | 29 | 30 |
| - | - | - | - | - | - | - | - | - | -- | -- | -- | -- | -- | -- | -- | -- | -- | -- | -- | -- | -- | -- | -- | -- | -- | -- | -- | -- | -- |

### 1 november
- Frans Detiège (70), Belgisch politicus
- Lammert Wiersma (98), Nederlands dichter

### 2 november
- Bernard Kemp (54), Belgisch schrijver
- Angel Nakpil (66), Filipijns architect

### 3 november
- Harry Bordon (59), Nederlands zanger
- Ludwig Hohl (76), Zwitsers schrijver

### 4 november
- Peter Broeker (51), Canadees autocoureur

### 7 november
- Steve McQueen (50), Amerikaans filmacteur

### 8 november
- Maurice Thöni (83), Zwitsers componist

### 10 november
- Lucien Van Nuffel (66), Belgisch atleet, voetballer en voetbalscheidsrechter

### 11 november
- Hendrik Waalkens jr. (82), Nederlands burgemeester

### 12 november
- Andrej Amalrik (42), Sovjet-Russisch schrijver en dissident
- Haya van Someren (54), Nederlands politica
- Alexander Voormolen (85), Nederlands componist

### 14 november
- Pierre Magne (74), Frans wielrenner

### 17 november
- Jan de Spot (68), Belgisch journalist en bestuurder

### 18 november
- Piet Smet (67), Belgisch atleet

### 19 november
- Jan Broeksz (74), Nederlands journalist, politicus en bestuurder
- Friedrich Weller (91), Duits taalkundige

### 20 november
- Avtandil Gogoberidze (58), Sovjet-Russisch voetballer
- John McEwen (80), Australisch politicus

### 21 november
- Henriëtte van Eyk (83), Nederlands schrijfster

### 22 november
- Arie Maasland (72), Nederlands orkestleider
- Mae West (87), Amerikaans actrice

### 23 november
- Jan Boots (68), Nederlands radiopresentator

### 24 november
- George Raft (79), Amerikaans acteur

### 26 november
- Pete DePaolo (82), Amerikaans autocoureur
- Rachel Roberts (53), Brits actrice

### 28 november
- Nachum Gutman (82), Israëlisch kunstenaar
- Mia May (96), Oostenrijks actrice
- Jan de Reeper (78), Nederlands bisschop
- Amedee Verbruggen (94), Belgisch politicus

### 29 november
- Dorothy Day (83), Amerikaanse journaliste en activiste

## December

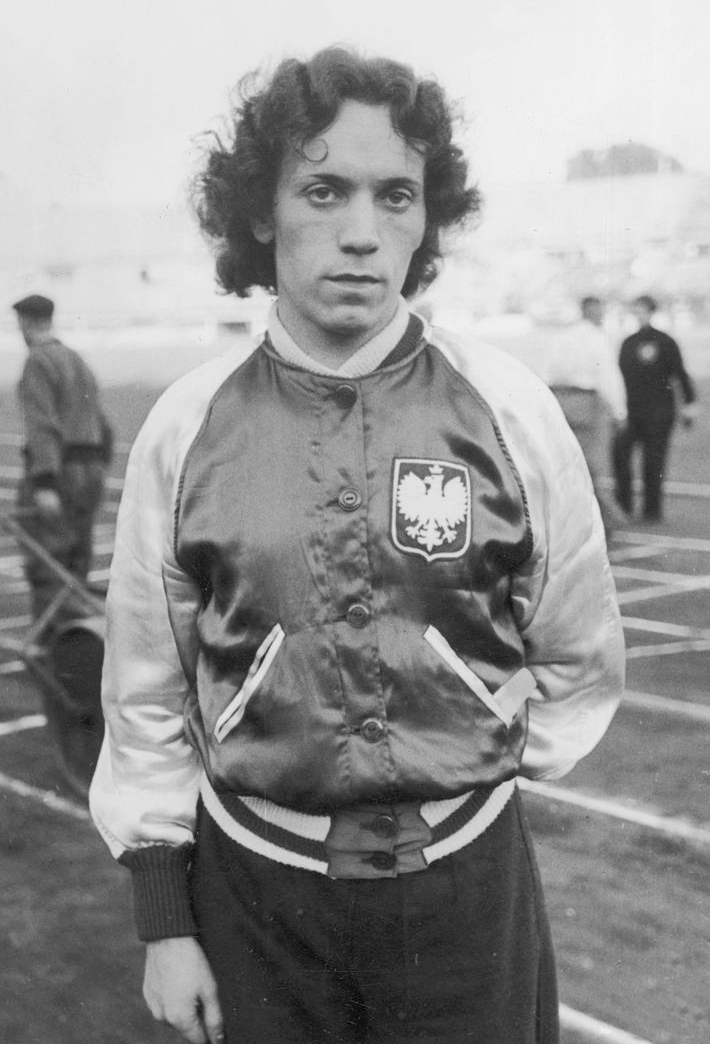
Stanisława Walasiewicz
4 december

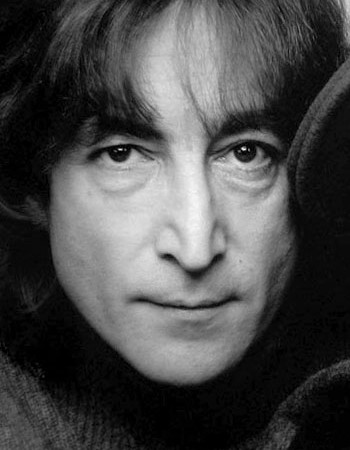
John Lennon
8 december

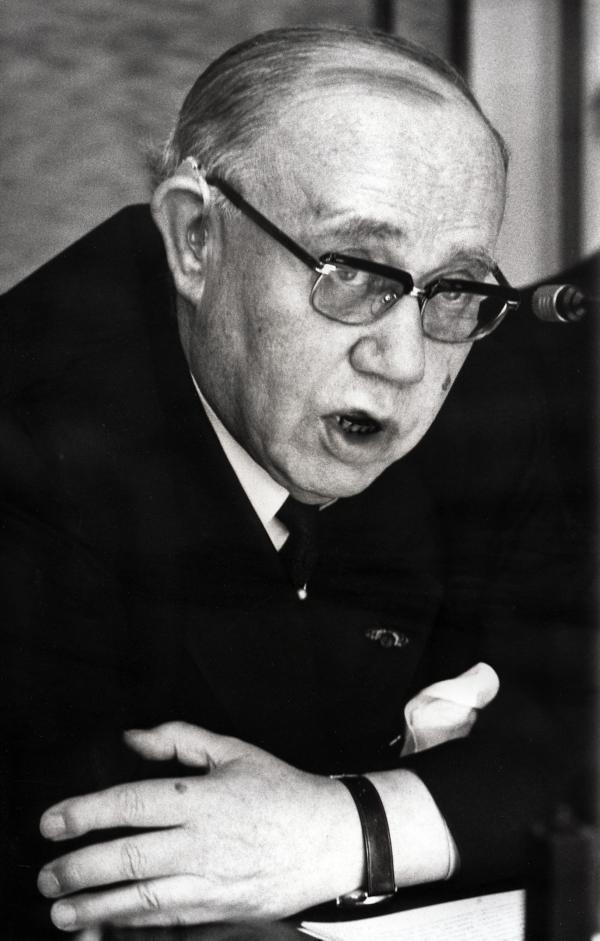
Harm van Riel
13 december

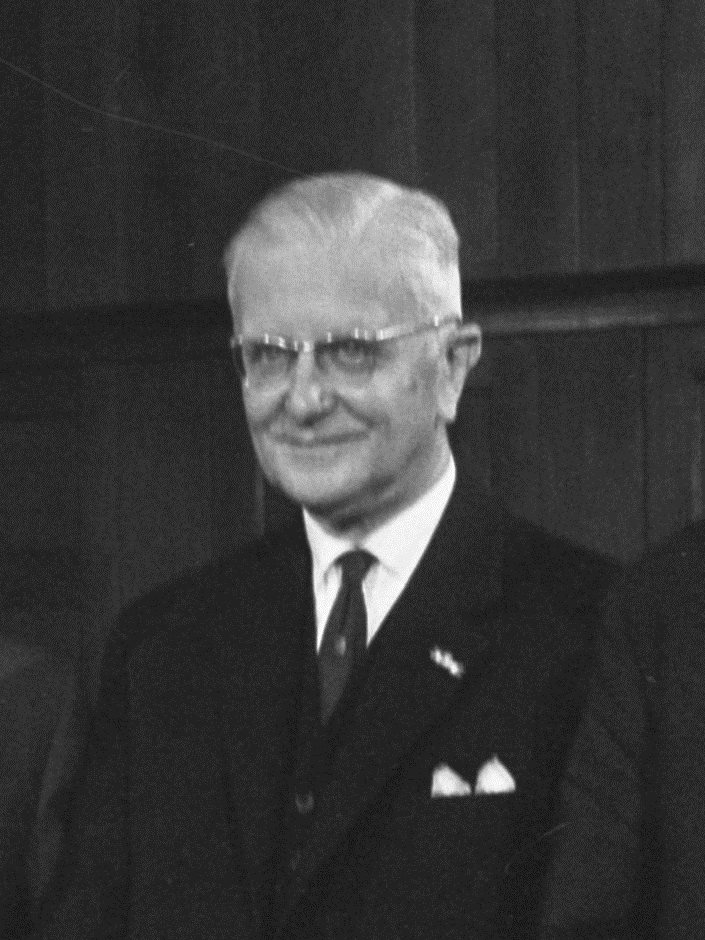
Rudolph Cleveringa
15 december

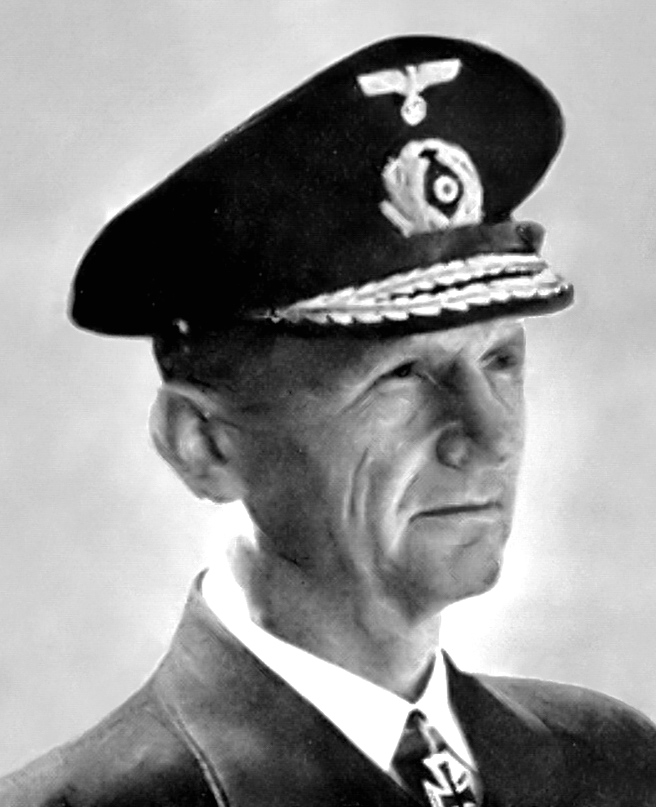
Karl Dönitz
24 december

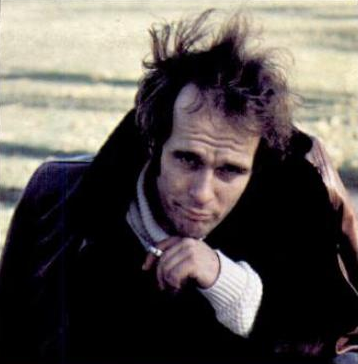
Tim Hardin
29 december

| 1 | 2 | 3 | 4 | 5 | 6 | 7 | 8 | 9 | 10 | 11 | 12 | 13 | 14 | 15 | 16 | 17 | 18 | 19 | 20 | 21 | 22 | 23 | 24 | 25 | 26 | 27 | 28 | 29 | 30 | 31 |
| - | - | - | - | - | - | - | - | - | -- | -- | -- | -- | -- | -- | -- | -- | -- | -- | -- | -- | -- | -- | -- | -- | -- | -- | -- | -- | -- | -- |

### 3 december
- Oswald Mosley (84), Brits politicus

### 4 december
- Jenő Brandi (67), Hongaars waterpolospeler
- Francisco Sá Carneiro (46), Portugees politicus
- Stanisława Walasiewicz (69), Pools atlete

### 5 december
- Gerrit Keizer (70), Nederlands voetballer

### 8 december
- John Lennon (40), Brits zanger
- Petar Trifunović (70), Kroatisch schaker

### 11 december
- Victoria Louise van Pruisen (88), lid Duitse adel
- Hawayo Takata (79), Japans reikimaster

### 13 december
- Harm van Riel (73), Nederlands politicus

### 15 december
- Rudolph Pabus Cleveringa (86), Nederlands rechtsgeleerde
- Peter Gregg (40), Amerikaans autocoureur

### 16 december
- Colonel Sanders (90), Amerikaans zakenman
- Henk Willemse (65), Nederlands kunstenaar

### 18 december
- Aleksej Kosygin (76), Sovjet-Russisch politicus
- Albert Margai (70),  Sierra Leoons politicus

### 19 december
- Koos Bloemsma (28), Nederlands zanger en gitarist

### 23 december
- Hendrik Adams (80), Nederlands politicus
- Jan Vaerten (71), Belgisch kunstenaar

### 24 december
- Karl Dönitz (89), Duits admiraal en politicus
- Alec Wilder (73), Amerikaans componist

### 25 december
- Gaston Longeval (82), Belgisch politicus
- Louis Neefs (43), Belgisch zanger

### 26 december
- Richard Trenton Chase (30), Amerikaans seriemoordenaar
- Tony Smith (68), Amerikaans beeldhouwer
- Egidio Vagnozzi (74), Italiaans kardinaal

### 27 december
- Peet Petersen (39), Nederlands voetballer

### 29 december
- Tim Hardin (39), Amerikaans zanger
- Nadjezjda Mandelstam (81), Russisch schrijfster

### 30 december
- Fernand Alexander (53), Belgisch medicus

### 31 december
- Kenny Eaton (64), Amerikaans autocoureur
- Marshall McLuhan (69), Canadees mediawetenschapper
- Raoul Walsh (93), Amerikaans regisseur en acteur

## Datum onbekend
- Harlan Lattimore (71), Amerikaans jazzzanger (overleden in juli)
- Eugène van de Weijer (84), Nederlands burgemeester (overleden in december?)

1900 ·
1901 ·
1902 ·
1903 ·
1904 ·
1905 ·
1906 ·
1907 ·
1908 ·
1909 ·
1910 ·
1911 ·
1912 ·
1913 ·
1914 ·
1915 ·
1916 ·
1917 ·
1918 ·
1919 ·
1920 ·
1921 ·
1922 ·
1923 ·
1924 ·
1925 ·
1926 ·
1927 ·
1928 ·
1929 ·
1930 ·
1931 ·
1932 ·
1933 ·
1934 ·
1935 ·
1936 ·
1937 ·
1938 ·
1939 ·
1940 ·
1941 ·
1942 ·
1943 ·
1944 ·
1945 ·
1946 ·
1947 ·
1948 ·
1949 ·
1950 ·
1951 ·
1952 ·
1953 ·
1954 ·
1955 ·
1956 ·
1957 ·
1958 ·
1959 ·
1960 ·
1961 ·
1962 ·
1963 ·
1964 ·
1965 ·
1966 ·
1967 ·
1968 ·
1969 ·
1970 ·
1971 ·
1972 ·
1973 ·
1974 ·
1975 ·
1976 ·
1977 ·
1978 ·
1979 ·
1980 ·
1981 ·
1982 ·
1983 ·
1984 ·
1985 ·
1986 ·
1987 ·
1988 ·
1989 ·
1990 ·
1991 ·
1992 ·
1993 ·
1994 ·
1995 ·
1996 ·
1997 ·
1998 ·
1999 ·
2000 ·
2001 ·
2002 ·
2003 ·
2004 ·
2005 ·
2006 ·
2007 ·
2008 ·
2009 ·
2010 ·
2011 ·
2012 ·
2013 ·
2014 ·
2015 ·
2016 ·
2017 ·
2018 ·
2019 ·
2020 ·
2021 ·
2022 ·
2023 ·
2024 ·
2025